# Chiến tranh Kim – Tống

Bản đồ miêu tả chiến tranh Kim–Tống

Chiến tranh Kim – Tống là một loạt các cuộc xung đột giữa nhà Kim (1115–1234) của người Nữ Chân và nhà Tống (960–1279) của người Hán. Năm 1115, các bộ lạc Nữ Chân nổi dậy, chống lại lãnh chúa của họ là những người Khiết Đan cùng triều đại nhà Liêu (907–1125) và tuyên bố khai sinh nhà Kim. Khi liên minh với nhà Tống để chống lại kẻ thù chung là nhà Liêu, nhà Kim hứa sẽ trả lại cho nhà Tống khu vực Yên Vân thập lục châu, vốn đã nằm dưới sự kiểm soát của nhà Liêu từ năm 938. Người Hán đồng ý thỏa thuận nhưng việc người Nữ Chân nhanh chóng đánh bại quân Liêu kết hợp với những thất bại quân sự liên tiếp của quân Tống đã khiến hành động nhượng lãnh thổ của nhà Kim trở nên rất miễn cưỡng. Sau hàng loạt cuộc đàm phán khiến cả hai bên đều chán nản, người Nữ Chân tấn công nhà Tống vào năm 1125. Họ điều động một cánh quân đến Thái Nguyên và một cánh quân khác tới kinh đô Biện Kinh (Khai Phong ngày nay) của nhà Tống.
Bất ngờ khi nghe tin về cuộc xâm lược, tướng Tống là Đồng Quán rút lui khỏi Thái Nguyên trước khi nơi này bị bao vây và chiếm đóng. Khi nhánh quân Kim thứ hai tiến đến kinh đô, Tống Huy Tông buộc phải thoái vị và chạy về phía nam. Triệu Hoàn, con trai cả của Huy Tông lên ngôi, miếu hiệu Tống Khâm Tông. Quân Kim bao vây Khai Phong vào năm 1126, Khâm Tông đã phải thương lượng để người Nữ Chân rút quân khỏi kinh đô bằng cách chấp nhận bồi thường một khoản tiền lớn hàng năm. Ngay sau đó, Khâm Tông bội ước và chia quân Tống bảo vệ các châu quận thay vì cố thủ kinh đô. Quân Kim tiếp tục tấn công và một lần nữa vây ráp Khai Phong vào năm 1127. Họ bắt sống Khâm Tông cùng nhiều thành viên hoàng tộc và các quan lại cấp cao của triều đình nhà Tống trong sự kiện Tĩnh Khang chi biến. Sự kiện trên đánh dấu giai đoạn Trung Quốc bị chia làm hai, phía Bắc là nhà Kim và phía Nam là nhà Tống. Tàn dư hoàng tộc nhà Tống di tản về miền Nam Trung Quốc và sau một thời gian lưu trú ở một số kinh đô tạm thời, họ quyết định dừng chân tại Lâm An (nay là Hàng Châu). Cuộc di tản cũng chính là dấu mốc phân định triều đại nhà Tống thành hai thời kỳ: Bắc Tống và Nam Tống.
Người Nữ Chân cố gắng chinh phục miền nam Trung Quốc vào những năm 1130 nhưng bị sa lầy bởi cuộc nổi dậy của các thế lực thân Tống ở phía bắc và đợt phản công của các tướng lĩnh Tống gồm Nhạc Phi và Hàn Thế Trung. Các tướng lĩnh Tống đã giành lại một số vùng lãnh thổ nhưng rồi lại phải thoái lui theo lệnh của Hoàng đế Tống Cao Tông, người ủng hộ giải pháp hòa bình cho cuộc chiến. Hiệp ước Thiệu Hưng (1142) thiết lập ranh giới của hai đế quốc dọc theo sông Hoài, nhưng các cuộc xung đột giữa hai bên vẫn tiếp diễn cho đến khi nhà Kim sụp đổ vào năm 1234. Hoàng đế thứ tư của nhà Kim, Hoàn Nhan Lượng, đã tiếp tục chiến tranh với nhà Tống nhưng nhận lấy thất bại. Ông thua trận Thái Thạch (1161) rồi mất mạng vì bị chính những sĩ quan bất mãn dưới quyền ám sát. Ở chiều ngược lại, dưới sự thúc đẩy của chủ nghĩa phục hưng lãnh thổ, nhà Tống tiến hành xâm lược nhà Kim (1206–1208) nhưng cũng không giành được thắng lợi. Một thập kỷ sau, nhà Kim phát động một chiến dịch quân sự chống lại nhà Tống vào năm 1217 để bù đắp phần đất đai mà họ đã mất vào tay người Mông Cổ. Năm 1233, nhà Tống liên minh với Mông Cổ, và ngay trong năm sau, họ cùng nhau giành lấy Thái Châu, nơi ẩn náu cuối cùng của hoàng đế nhà Kim. Năm 1234, nhà Kim chính thức sụp đổ. Sau khi nhà Kim diệt vong, nhà Tống trở thành mục tiêu tiếp theo của người Mông Cổ và rồi cũng bị xóa sổ vào năm 1279.
Chiến tranh Kim – Tống đã mở ra một kỷ nguyên biến đổi chóng mặt về công nghệ, văn hóa và nhân khẩu học ở Trung Quốc. Các trận chiến giữa hai nước thúc đẩy sự ra đời của nhiều loại vũ khí sử dụng thuốc súng. Trận vây hãm Đức An năm 1132 là lần đầu tiên người ta ghi lại việc sử dụng hỏa thương, tổ tiên xa xưa của súng cầm tay. Ngoài ra còn có những báo cáo về sự xuất hiện của hỏa pháo gây cháy, thiết hỏa pháo gây nổ, hỏa tiễn, và các loại vũ khí liên quan khác. Ở miền bắc Trung Quốc, người Nữ Chân thiểu số đã cai trị một đế quốc chủ yếu là nơi sinh sống của các thần dân nhà Tống trước kia. Họ định cư tại những vùng lãnh thổ đã làm chủ rồi dần hòa nhập với văn hóa địa phương. Nhà Kim, một triều đại chinh phục, thiết lập một bộ máy quan liêu đế quốc tập trung theo mô hình của các triều đại Trung Quốc trước đây, dựa vào tính chính danh theo triết học Nho giáo. Những thần dân nhà Tống tị nạn từ miền bắc đã tái định cư ở khu vực phía nam Trung Quốc. Miền bắc là trung tâm văn hóa của Trung Quốc và cuộc chinh phạt của nhà Kim đã làm giảm vị thế khu vực của nhà Tống. Tuy nhiên, kinh tế Nam Tống vẫn nhanh chóng lấy lại sự thịnh vượng và hoạt động thương mại với nhà Kim vẫn sinh lời, bất chấp nhiều thập kỷ giao tranh. Lâm An, thủ phủ Nam Tống, mở rộng thành một thành phố thương mại tầm cỡ.

## Liên minh Tống – Kim mong manh

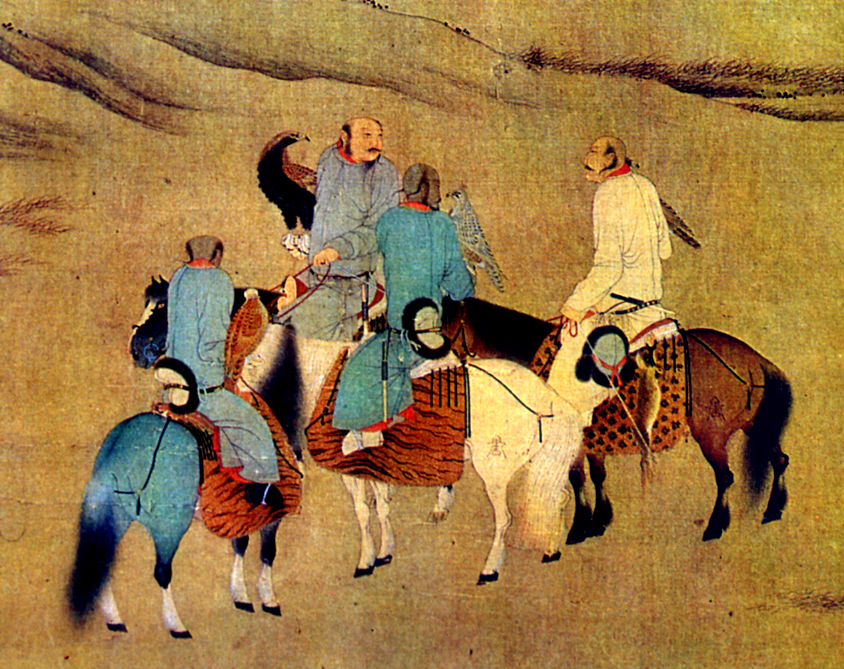
Nhà Tống và nhà Kim là đồng minh chống lại nhà Liêu. Tranh vẽ những người thợ săn Khiết Đan, từ Bảo tàng Cố cung Quốc gia.

Người Nữ Chân là một nhóm người nói tiếng Tungus, thuộc các bộ lạc bán nông nghiệp, sinh sống tại khu vực đông bắc Á, mà ngày nay là một phần của Đông Bắc Trung Quốc. Một số nhánh người Nữ Chân là hậu duệ của người Mạt Hạt. Vào năm 696 có một thủ lĩnh Mạt Hạt là Khất Tứ Bỉ Vũ cùng Đại Trọng Tượng và Đại Tộ Vinh hỗ trợ Lý Tận Trung và Tôn Vạn Vinh người Khiết Đan nổi dậy chống lại nhà Chu của Võ Tắc Thiên. Lý Tận Trung lập ra Đại Khiết Đan quốc. Sang năm 697 Đại Khiết Đan quốc sụp đổ trước liên quân nhà Chu - Đột Quyết. Khất Tứ Bỉ Vũ tiếp tục cùng Đại Trọng Tượng và Đại Tộ Vinh chống lại nhà Chu của Võ Tắc Thiên. Đại chiến Thiên Môn Lĩnh diễn ra năm 698, Khất Tứ Bỉ Vũ và Đại Trọng Tượng bị quân nhà Chu giết, Đại Tộ Vinh chỉ huy quân đội đánh bại quân Chu, lập ra vương quốc Bột Hải, người Mạt Hạt được nắm giữ 1 phần quyền lực trong quốc gia này. Năm 926 vương quốc Bột Hải bị nhà Liêu người Khiết Đan thôn tín. Người Mạt Hạt dần trở thành người Nữ Chân. Nhiều bộ lạc Nữ Chân trở thành chư hầu của nhà Liêu (907–1125), một đế quốc do người Khiết Đan du mục cai trị, bao gồm hầu hết Mông Cổ hiện đại, một phần Bắc Trung Quốc, Đông Bắc Trung Quốc, bắc Triều Tiên và một phần Viễn Đông Nga. Xuôi xuống phía nam nhà Liêu là Đế quốc Tống (960–1276) của người Hán. Nhà Tống và nhà Liêu vốn đã ở trong trạng thái hòa bình, nhưng kể từ sau thất bại quân sự trước nhà Liêu vào năm 1005, nhà Tống phải trả cho nước láng giềng phương bắc khoản bồi thường hàng năm là 20 vạn tấm lụa và 10 vạn lượng bạc. Trước khi người Nữ Chân lật đổ người Khiết Đan, phụ nữ đã có chồng và các cô gái Nữ Chân thường xuyên bị các sứ thần Khiết Đan hãm hiếp như một phong tục, điều này khiến người Nữ Chân vô cùng căm thù người Khiết Đan. Sau này, các công chúa nhà Tống đã phải tự sát để tránh bị hiếp dâm hoặc bị hành quyết khi kháng cự lại quân Kim.
Năm 1114, thủ lĩnh Hoàn Nhan A Cốt Đả (1068–1123) thống nhất các bộ lạc Nữ Chân khác nhau và lãnh đạo một cuộc nổi dậy chống lại nhà Liêu. Năm 1115, ông tự xưng là hoàng đế nhà Kim (1115–1234), tức triều đại "vàng". Được một người Liêu đào tẩu báo tin về cuộc nổi dậy thành công của người Nữ Chân, Tống Huy Tông (cai trị 1100–1127) và chỉ huy quân sự tối cao của ông là thái giám Đồng Quán đánh giá sự yếu kém của nhà Liêu là cơ hội để lấy lại Yên Vân thập lục châu, một chuỗi các thành phố và cửa ải bị nhà Liêu thôn tính từ Sa Đà Hậu Tấn vào năm 938 và là khu vực mà nhà Tống nhiều lần cố gắng tái chiếm nhưng đều không thành công. Do đó, nhà Tống quyết định tìm kiếm một liên minh với nhà Kim để chống lại kẻ thù chung là nhà Liêu.

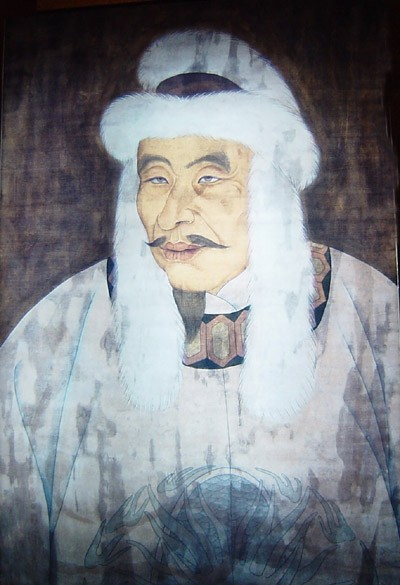
Thủ lĩnh Nữ Chân Hoàn Nhan A Cốt Đả, người vào năm 1115 trở thành hoàng đế đầu tiên của triều đại nhà Kim

Vì các tuyến đường bộ giữa nhà Tống và nhà Kim đều do nhà Liêu kiểm soát, các cuộc trao đổi ngoại giao chỉ có thể diễn ra bằng cách đi qua biển Bột Hải. Việc đàm phán xây dựng liên minh được bắt đầu bí mật với lý do là nhà Tống muốn mua ngựa của người Khiết Đan. Phái đoàn ngoại giao nhà Tống đến triều đình nhà Kim để diện kiến A Cốt Đả vào năm 1118, trong khi các sứ thần Nữ Chân tới kinh đô Khai Phong của nhà Tống vào năm sau. Lúc đầu, hai bên thỏa thuận rằng họ sẽ được giữ bất cứ vùng lãnh thổ nước Liêu nào mà mình giành được khi chiến đấu. Năm 1120, A Cốt Đả đồng ý nhượng lại Yên Vân thập lục châu cho nhà Tống với điều kiện là họ được tiếp nhận các khoản cống phẩm hàng năm mà nhà Tống nạp cho nhà Liêu. Tuy nhiên, vào cuối năm 1120, người Nữ Chân đã chiếm được Thượng Kinh của nhà Liêu và chỉ trả cho nhà Tống vài vùng thuộc Yên Vân thập lục châu. Trong những vùng còn lại, nhà Kim giữ Tây Kinh Đại Đồng ở cuối phía tây Yên Vân thập lục châu. Hai bên đồng ý với nhau rằng nhà Kim sẽ tấn công Trung Kinh, trong khi nhà Tống sẽ chiếm Nam Kinh, tức Yên Kinh (Bắc Kinh ngày nay).
Chiến dịch liên minh tổng tấn công nhà Liêu được lên kế hoạch vào năm 1121 nhưng rồi phải dời lại vào năm 1122. Ngày 23 tháng 1 năm 1122, nhà Kim chiếm được Trung Kinh như đã giao hẹn. Nhà Tống thì lại trì hoãn tham chiến vì phải chuyển binh lực sang đối đầu với Tây Hạ ở phía tây bắc và đàn áp khởi nghĩa Phương Lạp ở phía nam. Tháng 5 năm 1122, quân Tống dưới sự chỉ huy của Đồng Quán cuối cũng tiến đánh Yên Kinh, các lực lượng nhỏ của quân Liêu vốn đã suy yếu vẫn dễ dàng đẩy lùi những kẻ xâm lược. Mùa thu năm đó, quân Tống lại tiếp tục thất bại trong một cuộc tấn công khác. Cả hai lần, họ đều buộc phải rút lui về Khai Phong. Sau đợt tiến công đầu tiên, A Cốt Đả thay đổi các điều khoản trong thỏa thuận liên minh và chỉ hứa giao Yên Kinh cùng sáu châu khác cho nhà Tống. Đầu năm 1123, người Nữ Chân dễ dàng chiếm được Yên Kinh. Họ tiến hành cướp bóc và bắt dân trong thành làm nô lệ.
Sự sụp đổ chóng vánh của nhà Liêu dẫn đến nhiều hơn các cuộc đàm phán giữa hai phe Tống và Kim. Thành công về mặt quân sự và quyền kiểm soát Yên Vân thập lục châu mang lại cho người Nữ Chân lợi thế trên bàn đàm phán. A Cốt Đả ngày càng thất vọng khi nhận ra rằng nhà Tống vẫn có ý định chiếm hầu hết các châu quận, mặc cho những thất bại quân sự của họ. Mùa xuân năm 1123, hai bên cuối cùng đã cùng nhau thiết lập các điều khoản trong bản hiệp ước Tống–Kim đầu tiên. Chỉ có bảy châu (bao gồm cả Yên Kinh) được trả lại cho nhà Tống, và nhà Tống sẽ phải cống nạp hàng năm 30 vạn tấm lụa và 20 vạn lượng bạc cho nhà Kim, cũng như phải chịu khoản thanh toán một lần 100 vạn quan tiền đồng để bồi thường cho người Nữ Chân doanh thu thuế mà họ đáng lẽ sẽ kiếm được nếu không trả lại các châu. Tháng 5 năm 1123, Đồng Quán cùng quân Tống tiến vào Yên Kinh vốn đã bị cướp bóc tan hoang.

## Chiến tranh Kim – Bắc Tống

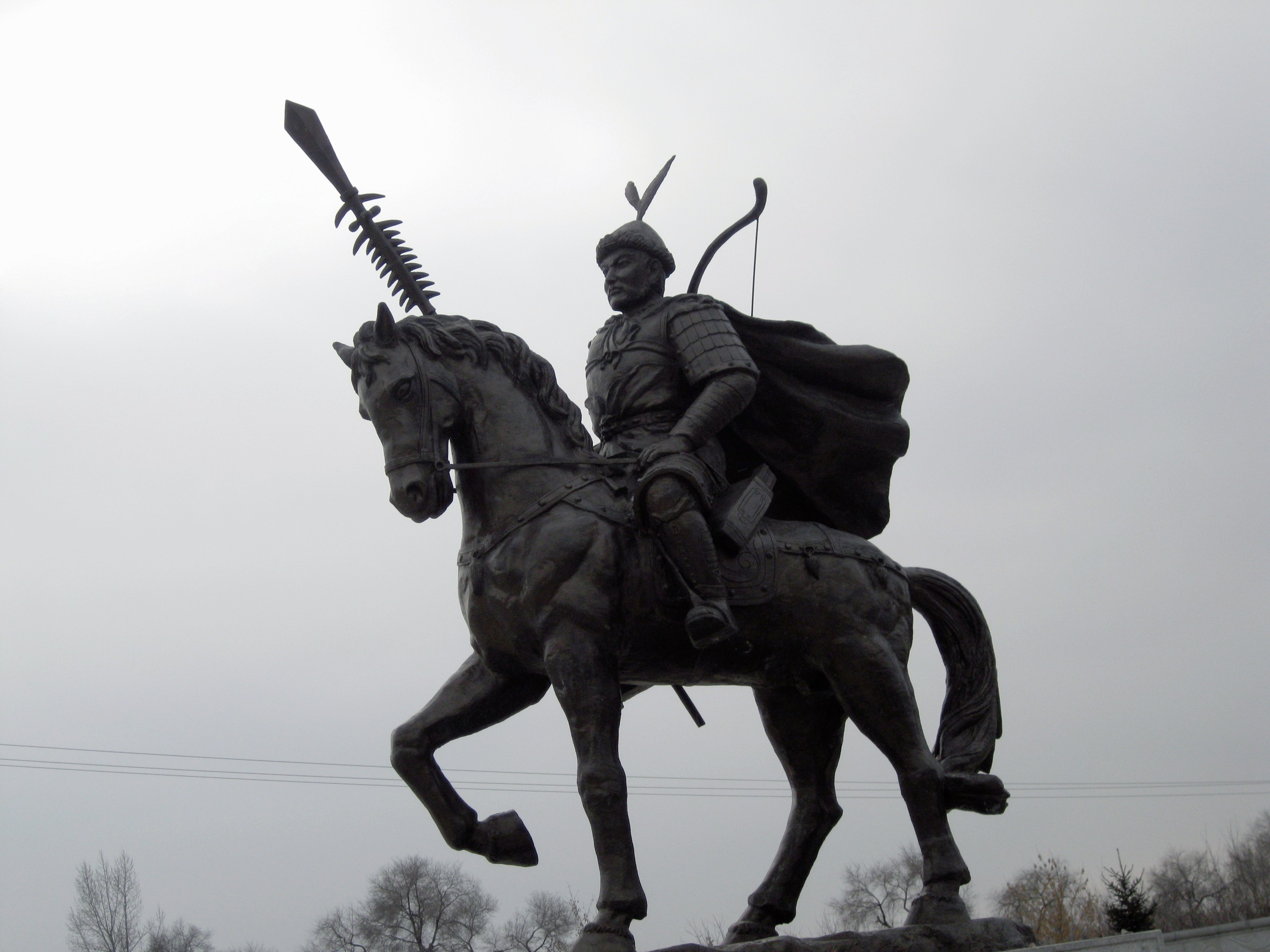
Bức tượng hiện đại của Hoàng đế Kim Thái Tông tại Bảo tàng Kim Thượng kinh. Thái Tông là người ra lệnh cho các chiến dịch quân sự dẫn đến sự sụp đổ của Bắc Tống vào năm 1127.

### Sự sụp đổ của liên minh Tống – Kim
Chỉ một tháng sau khi nhà Tống thu phục được Yên Kinh, Trương Giác, người từng giữ chức tiết độ sứ nước Liêu ở Bình Châu, cách 200 km về phía đông Yên Kinh, giết chết một viên quan nước Kim và sáp nhập Bình Châu vào đất Tống. Vài tháng sau, quân của Trương Giác bị người Nữ Chân đánh bại khiến ông đành phải lui về ẩn náu ở Yên Kinh. Mặc dù phía nhà Tống đồng ý xử tử Trương Giác vào cuối năm 1123, nhưng sự kiện này đã dấy lên mối căng thẳng giữa hai quốc gia vì hiệp ước năm 1123 đã từng cấm hẳn hai bên chứa chấp những kẻ đào ngũ. Năm 1124, các quan chức Tống càng khiến nhà Kim tức giận khi yêu cầu nhượng lại 9 châu biên giới. Tân hoàng đế Kim Thái Tông (cai trị 1123–1135), em trai và là người kế vị của A Cốt Đả, tỏ ra do dự, nhưng các hoàng tử chiến binh Hoàn Nhan Tông Hàn và Hoàn Nhan Tông Vọng đã kịch liệt phản đối, quyết không giao thêm lãnh thổ. Dù Kim Thái Tông quyết định trả lại hai châu, nhưng các nhà lãnh đạo Kim cũng đã sẵn sàng tấn công nước láng giềng phía nam của họ.
Trước khi tiến hành xâm lược nhà Tống, người Nữ Chân kí kết một thỏa thuận hòa bình với nước láng giềng phía tây là Tây Hạ vào năm 1124. Ngay trong năm sau, họ bắt được Thiên Tộ, hoàng đế cuối cùng của nhà Liêu ở gần vùng sa mạc Ordos, chính thức tiêu diệt triều đại này. Sẵn sàng hủy bỏ liên minh với nhà Tống, người Nữ Chân đang chuẩn bị cho một cuộc xâm lược.

### Chiến dịch đầu tiên
Tháng 11 năm 1125, Kim Thái Tông ra lệnh cho quân đội tấn công nhà Tống. Vụ đào ngũ của Trương Giác hai năm trước được lấy làm cái cớ gây chiến. Nhà Kim điều hai đội quân đi đánh chiếm các thành phố lớn của nhà Tống.

#### Bao vây Thái Nguyên
Đạo quân phía tây do Hoàn Nhan Tông Hàn chỉ huy, khởi hành từ Đại Đồng tiến tới Thái Nguyên, xuyên qua vùng núi Sơn Tây, trực chỉ hướng kinh đô Lạc Dương của nhà Tống. Quân Tống không hề tiên liệu trước về một cuộc xâm lược và đã hoàn toàn mất cảnh giác. Tướng Hán là Đồng Quán nghe tin về cuộc chinh phạt từ một sứ thần mà ông gửi tới nhà Kim để thương lượng giành lại hai châu quận. Vị sứ thần này trở về và báo cáo rằng người Nữ Chân sẵn sàng từ bỏ xâm lược nếu nhà Tống nhường quyền kiểm soát Hà Bắc và Sơn Tây cho họ. Đồng Quán tháo chạy khỏi Thái Nguyên và giao quyền chỉ huy quân đội cho Vương Bình. Quân Kim bao vây Thái Nguyên vào giữa tháng 1 năm 1126. Dưới sự chỉ huy của Vương Bình, Thái Nguyên cầm cự đủ lâu để níu chân người Nữ Chân trên đường tới Lạc Dương.

#### Vây hãm Khai Phong lần thứ nhất

Nhà Kim xâm lược nhà Tống lần thứ nhất, 1125–1126

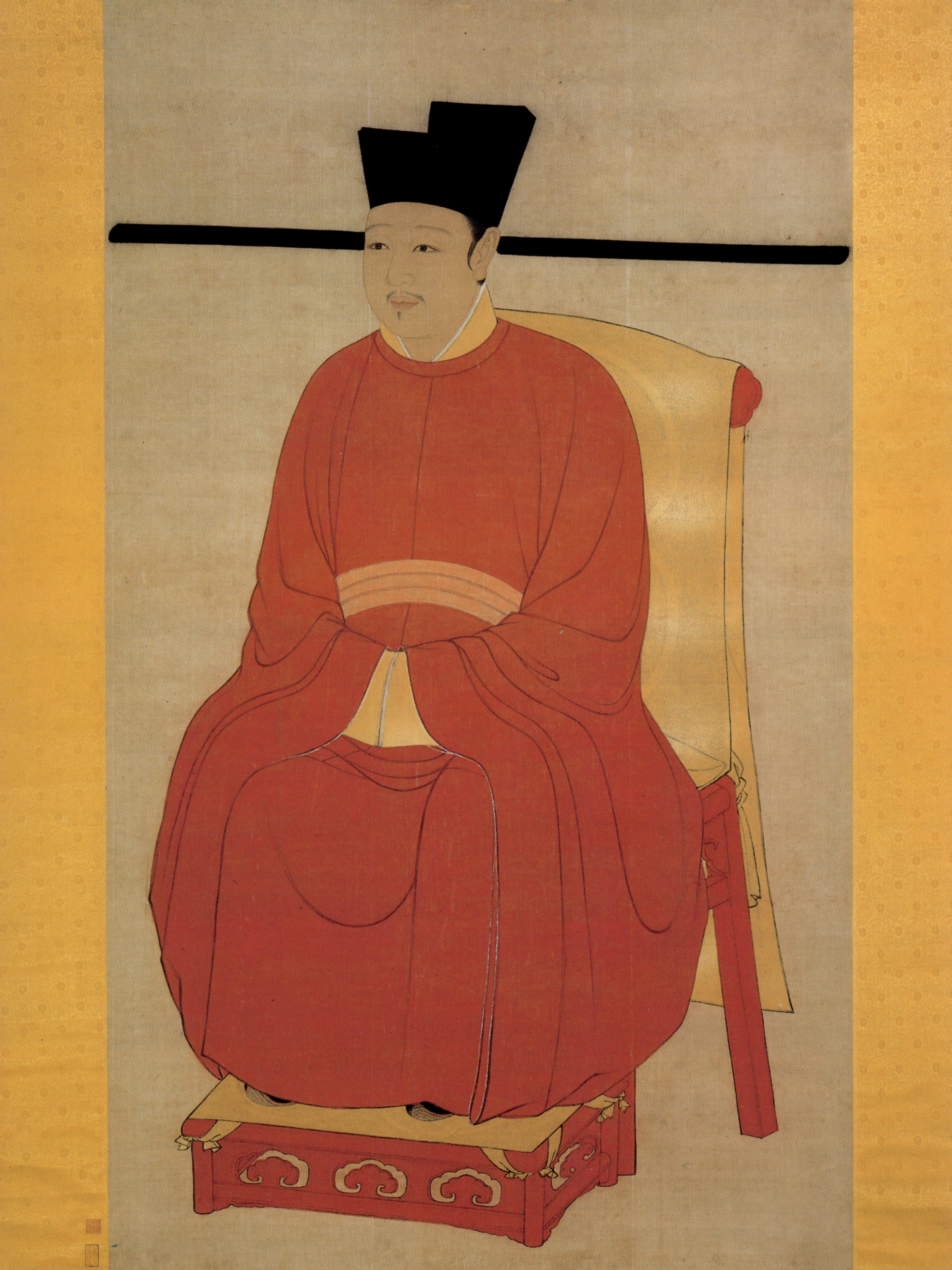
Hoàng đế Tống Huy Tông rời Khai Phong vào ngày 28 tháng 1 năm 1126 khi quân đội Nữ Chân tiếp cận thành phố.

Cùng lúc này, đội quân phía đông, do Hoàn Nhan Tông Vọng chỉ huy, được điều động tới Yên Kinh (Bắc Kinh ngày nay) và cuối cùng là kinh đô Khai Phong của nhà Tống. Quân Kim không vấp phải quá nhiều cản trở. Tông Vọng dễ dàng chiếm được Yên Kinh, nơi tướng Tống và cựu tiết độ sứ nước Liêu là Quách Dược Sư đồng ý quy phục nhà Kim. Khi nhà Tống cố gắng giành lấy Yên Vân thập lục châu, họ vấp phải sự phản kháng quyết liệt của người Hán, nhưng khi người Nữ Chân xâm chiếm khu vực này, người Hán lại không hề chống lại họ. Đến cuối tháng 12 năm 1125, quân Kim đã giành lại quyền kiểm soát hai châu quận và tái lập quyền cai trị của người Nữ Chân đối với Yên Vân thập lục châu. Đầu năm 1126, nhánh quân Kim phía đông tiến sát Khai Phong.
Lo sợ quân Kim đang ngày càng đến gần, Tống Huy Tông lên kế hoạch rút lui về phía nam. Hoàng đế bỏ kinh đô được xem như một hành động đầu hàng, vì vậy các quan lại trong triều đã thuyết phục Huy Tông thoái vị. Có rất ít ý kiến phản đối quyết định này vì việc giải cứu một đế quốc khủng hoảng khỏi sự tàn vong quan trọng hơn việc bảo tồn các nghi lễ kế thừa hoàng gia. Tháng 1 năm 1126, vài ngày trước Tết Nguyên Đán, Huy Tông thoái vị để ủng hộ con trai mình lên ngôi và nhận chức Thái Thượng Hoàng với một vai trò mang tính nghi lễ. Ngày 27 tháng 1 năm 1126, hai ngày sau năm mới, người Nữ Chân tiến đến sông Hoàng Hà. Ngày hôm sau, Huy Tông bỏ trốn khỏi Khai Phong, chạy về phía nam và để tân hoàng đế Khâm Tông (cai trị 1126–1127) tiếp quản kinh đô.
Ngày 31 tháng 1 năm 1126, Khai Phong bị bao vây. Chỉ huy quân đội Nữ Chân hứa sẽ tha cho thành phố nếu nhà Tống chịu nhận làm chư hầu, thần phục nhà Kim; giao nộp tể tướng phế truất và một hoàng thân làm tù binh; nhượng hết các châu quận Hà Gian, Thái Nguyên, Trung Sơn; và bồi thường 50 triệu lượng bạc, 5 triệu lượng vàng, 1 triệu tấm lụa, 1 triệu tấm sa tanh, 10.000 ngựa, 10.000 gia súc, 1.000 lạc đà. Khoản phí kể trên có giá trị bằng khoảng 180 năm nhà Tống cống nạp cho nhà Kim từ năm 1123.
Khi triển vọng về một lực lượng viện binh cứu trợ đã cạn kiệt, đấu đá nội bộ bắt đầu nổ ra trong triều đình nhà Tống giữa các quan chức ủng hộ đề nghị của quân Kim và những người kịch liệt phản đối. Những người phản đối như Lý Cương (1083–1140) tập trung vào ý tưởng bám trụ tại các vị trí phòng thủ cho tới khi quân tiếp viện đến và nguồn cung của người Nữ Chân dần cạn kiệt. Họ phá hỏng một cuộc tập kích quân Kim vào ban đêm và bị thay thế bởi các quan chức ủng hộ đàm phán hòa bình. Đợt tấn công thất bại buộc Khâm Tông phải đáp ứng các yêu cầu của quân Kim, giới quan lại trong triều cũng thuyết phục ông tiến hành thỏa thuận với người Nữ Chân. Nhà Tống công nhận quyền kiểm soát của nhà Kim đối với ba châu quận. Tháng 3 năm 1126, quân Kim kết thúc cuộc vây hãm sau 33 ngày.

### Chiến dịch thứ hai
Gần như ngay sau khi quân Kim rời Khai Phong, Tống Khâm Tông bội ước và điều động hai đội quân đẩy lùi người Nữ Chân đang tấn công Thái Nguyên, đồng thời củng cố phòng thủ ở Trung Sơn và Hà Gian. Một binh đoàn với 9 vạn binh sĩ và một binh đoàn khác với 6 vạn binh sĩ đều bị quân Kim đánh bại vào tháng 6. Chuyến viễn chinh giải nguy Thái Nguyên lần hai của quân Tống cũng thất bại.
Lên án nhà Tống vi phạm hiệp định và nhận thấy sự yếu kém của họ, các tướng lĩnh Kim mở chiến dịch trừng phạt lần hai, lần này họ vẫn tiếp tục chia quân làm hai đạo. Hoàn Nhan Tông Hàn đã rời Thái Nguyên sau hiệp định ở Khai Phong, chỉ để lại một lực lượng nhỏ lãnh nhiệm vụ bao vây, quay trở lại cùng binh đoàn phía tây của mình. Choáng ngợp trước sức tấn công của kẻ địch, Thái Nguyên thất thủ vào tháng 9 năm 1126, sau 260 ngày bị vây ráp. Khi triều đình nhà Tống nhận tin Thái Nguyên thất thủ, các quan chức chủ chiến lại không được tin tưởng mà bị thay thế bằng những cố vấn ủng hộ chiến lược xoa dịu. Giữa tháng 12, hai cánh quân Nữ Chân tập trung tại Khai Phong lần thứ hai trong năm.

#### Vây hãm Khai Phong lần thứ hai
Sau khi một số binh đoàn Tống bại trận ở phía bắc, Tống Khâm Tông lại muốn thương lượng đình chiến với nhà Kim, nhưng ông đã phạm phải một sai lầm chiến lược nghiêm trọng khi chỉ huy các lực lượng còn lại của mình dồn sức bảo vệ các thành phố châu quận thay vì Khai Phong. Không quan tâm tới tầm quan trọng của kinh đô, Khâm Tông chỉ để lại ít hơn 10 vạn binh sĩ trấn thủ Khai Phong. Quân Tống bị phân tán khắp đất nước, bất lực trong việc ngăn chặn cuộc bao vây lần hai của người Nữ Chân.
Quân Kim bắt đầu tấn công vào giữa tháng 12 năm 1126. Ngay cả khi giao tranh đã nổ ra, Tống Khâm Tông vẫn tiếp tục kêu gọi hòa bình, nhưng tham vọng lãnh thổ của nhà Kim lần này là rất lớn: họ muốn chiếm tất cả các tỉnh phía bắc Hoàng Hà. Sau hơn hai mươi ngày chiến đấu với cường độ cao trong vòng vây của quân địch, lực lượng phòng thủ của nhà Tống dần tiêu hao và tinh thần binh sĩ thì ngày càng tuột dốc. Ngày 9 tháng 11 năm 1127, người Nữ Chân đột phá và bắt đầu cướp bóc các thành phố. Tống Khâm Tông cố gắng xoa dịu người Nữ Chân bằng cách cống nạp toàn bộ của cải còn lại của kinh đô. Kho bạc hoàng gia bị vét cạn, đồ đạc của dân trong thành cũng bị thu giữ. Chỉ vài ngày sau, Hoàng đế nhà Tống đề nghị đầu hàng vô điều kiện.
Khâm Tông, cựu hoàng Huy Tông, và các thành viên của triều đình nhà Tống bị người Nữ Chân bắt làm con tin. Họ bị đưa tới Hội Ninh (ngày nay là Cáp Nhĩ Tân) ở phía bắc, bị tước hết các đặc quyền hoàng gia và giáng xuống làm thường dân. Hai vị cựu hoàng bị quân giặc sỉ nhục. Người Nữ Chân chế giễu họ với những cái tên như "Hôn Đức công" và "Trùng Hôn hầu". Năm 1128, nhà Kim bắt họ thực hiện một nghi lễ dành cho tội phạm chiến tranh. Sau cái chết của Huy Tông vào năm 1135, nhà Kim bớt đối xử hà khắc với hoàng gia nhà Tống. Huy Tông được truy phong tước hiệu còn con trai ông là Khâm Tông được phong tước Công, một tước vị có bổng lộc.

### Nguyên nhân nhà Tống thất bại

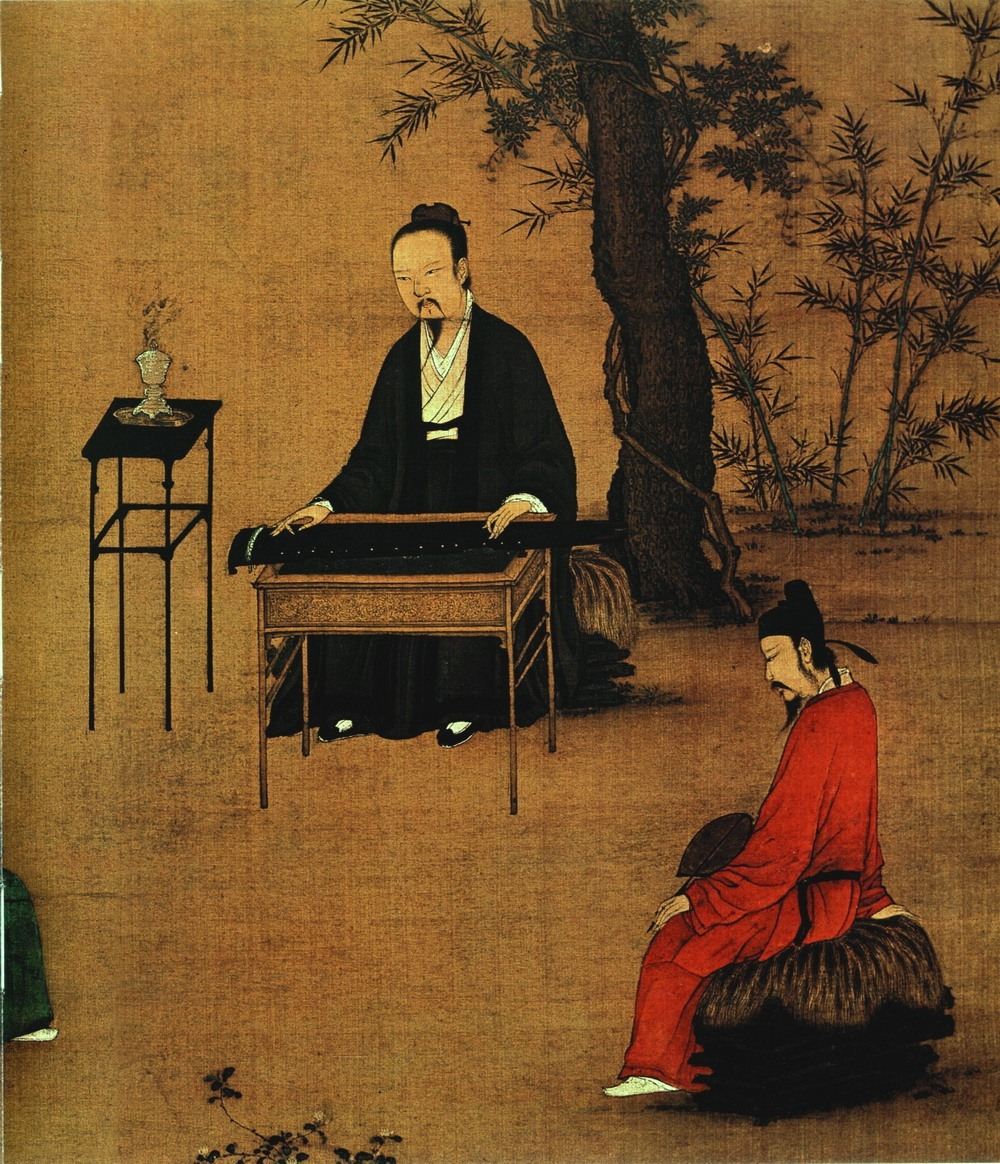
Một bức tranh của Tống Huy Tông. Sự quan tâm quá mức của ông đối với nghệ thuật có thể là nguyên nhân dẫn đến sự sụp đổ của Bắc Tống.

Có nhiều yếu tố đã góp phần khiến nhà Tống liên tục mắc sai lầm quân sự để rồi cuối cùng mất luôn cả miền bắc Trung Quốc vào tay người Nữ Chân. Các nguồn truyền thống về lịch sử nhà Tống cho rằng việc triều đình Huy Tông dễ bị mua chuộc là nguyên nhân chính cho sự suy tàn của cả vương triều. Chúng đều lên án Huy Tông và các quan lại của ông vì sự hủ bại đạo đức. Các hoàng đế nhà Tống thời kỳ đầu rất mong muốn ban hành các biến pháp chính trị và phục hồi khuôn khổ đạo đức Nho giáo, nhưng lòng nhiệt thành thay đổi này đã dần mất đi sau khi nhà cải cách Vương An Thạch bị phế chức tể tướng vào năm 1076. Nạn tham nhũng đã hủy hoại triều đại của Tống Huy Tông, một vị vua giỏi vẽ vời hơn là cai trị. Huy Tông cũng là người nổi tiếng xa hoa, ông đổ tiền xây dựng các khu vườn tược và đền đài tốn kém trong khi các cuộc nổi dậy đang đe dọa khả năng kiểm soát quyền lực của nhà nước.
Phân tích hiện đại của Ari Daniel Levine thì lại đổ lỗi nhiều hơn cho những khiếm khuyết trong giới lãnh đạo quan liêu và lực lượng quân đội. Việc để mất miền bắc Trung Quốc không phải là điều tất yếu. Quân đội Tống đã bị quản lý quá mức bởi một chính quyền có thừa sự tự tin vào sức mạnh quốc phòng của bản thân. Tống Huy Tông đã chuyển nguồn lực nhà nước vào các chiến dịch thất bại trước Tây Hạ. Việc nhà Tống khăng khăng đòi thêm phần lãnh thổ nhà Liêu chỉ đem lại thành công trong việc khiêu khích đồng minh Nữ Chân của họ. Các quan sát ngoại giao của nhà Tống đã đánh giá thấp nhà Kim và để cho người Nữ Chân gia tăng sức mạnh quân sự mà không bị cản trở. Ngoại trừ chiến mã, nhà Tống có nguồn tài nguyên vô cùng dồi dào, nhưng họ lại quản lý tài sản rất kém trong các trận chiến. Không giống như các đế chế Hán và Đường từng bành trướng trước nhà Tống, nhà Tống không có chỗ đứng đáng kể ở Trung Á, nơi họ có thể mua hoặc nhân giống số lượng lớn chiến mã. Như tướng Tống là Lý Cương đã lưu ý rằng nếu không có nguồn cung ngựa ổn định thì triều Tống sẽ gặp bất lợi đáng kể trước kỵ binh Nữ Chân: "Quân Kim giành chiến thắng chỉ vì họ có lực lượng thiết giáp kỵ binh, trong khi chúng ta chỉ có bộ binh để đối mặt với họ. Vậy cũng là lẽ thường tình khi lính của ta chạy tán loạn và tự phá nát hàng ngũ."

## Chiến tranh Kim – Nam Tống

Nhà Kim xâm lược nhà Tống, 1126–1130

### Cuộc di tản về phương nam của triều đình nhà Tống

#### Tống Cao Tông lên ngôi
Các nhà lãnh đạo Kim không hề trông đợi hay mong muốn nhà Tống hoàn toàn sụp đổ. Ý định của họ chỉ là làm suy yếu nhà Tống để yêu cầu thêm nhiều cống nạp hơn, và họ cũng không có sự chuẩn bị cho tầm vóc chiến thắng của mình. Người Nữ Chân hiện đang bận tâm tới việc củng cố quyền thống trị lên các khu vực từng do nhà Liêu kiểm soát. Thay vì tiếp tục xâm lược nhà Tống, một đế quốc có quân số đông đảo hơn, người Nữ Chân áp dụng chiến lược "dùng người Hán kiềm tỏa người Hán". Nhà Kim hi vọng rằng một nhà nước ủy quyền có thể thay thế họ quản lý miền bắc Trung Quốc và thu hộ tiền bồi thường hàng năm mà không yêu cầu người Nữ Chân phải can thiệp để dập tắt các cuộc khởi nghĩa chống Kim. Năm 1127, người Nữ Chân bổ nhiệm một cựu quan chức nhà Tống tên là Trương Bang Xương (1081–1127), làm vua bù nhìn của nước "Đại Sở" mới thành lập. Chính quyền bù nhìn đã không thể ngăn cản được các hoạt động kháng chiến ở miền bắc Trung Quốc, người dân nổi dậy vì phẫn nộ khi bị người Nữ Chân cướp bóc hơn là vì sự trung thành với triều đình nhà Tống. Một số chỉ huy nhà Tống, đóng quân tại các thị trấn rải rác khắp miền bắc Trung Quốc, vẫn trung thành với triều đình. Đồng thời, các nhóm nghĩa binh có vũ trang cũng tự hình thành nên các đội dân quân, phản đối sự hiện diện của người Nữ Chân. Chính những cuộc nổi dậy này đã cản trở nhà Kim kiểm soát khu vực miền bắc.
Trong khi đó, một hoàng tử nhà Tống là Triệu Cấu đã trốn thoát thành công. Triệu Cấu phải ở lại Từ Châu khi đang làm một nhiệm vụ ngoại giao, và không bao giờ quay trở về Khai Phong. Ông không có mặt ở kinh đô khi thành phố rơi vào tay người Nữ Chân. Hoàng đế Tống Cao Tông tương lai đã cố gắng né tránh các lực lượng Nữ Chân đang bám theo mình bằng cách di chuyển từ tỉnh này sang tỉnh khác, đi khắp Hà Bắc, Hà Nam và Sơn Đông. Người Nữ Chân từng dụ Triệu Cấu trở về Khai Phong để có thể dễ dàng bắt được ông, nhưng không thành công. Đầu tháng 6 năm 1127, Triệu Cấu dừng chân tại Ứng Thiên Phủ (Thương Khâu ngày nay), kinh đô Nam Tống. Với Cao Tông (cai trị 1127–1162), Ứng Thiên Phủ chỉ mới là kinh đô đầu tiên trong một chuỗi kinh đô, được gọi là hành tại. Triều đình chuyển tới Ứng Thiên Phủ vì tầm quan trọng lịch sử của nó đối với nhà sáng lập triều đại, Hoàng đế Tống Thái Tổ, người từng là tiết độ sứ ở đây. Ý nghĩa biểu tượng của thành phố đảm bảo cho tính hợp pháp chính trị của tân hoàng đế Tống Cao Tông, người đã lên ngôi vào ngày 12 tháng 6.
Trị vì chưa đầy một tháng, Trương Bang Xương đã bị nhà Tống thuyết phục từ chức vua Đại Sở và công nhận Tống Cao Tông là hoàng đế danh chính. Lý Cương gây áp lực buộc Cao Tông phải hành quyết Bang Xương vì tội phản quốc. Hoàng đế mủi lòng nghe theo và ép Bang Xương tự tử. Việc giết Trương Bang Xương cho thấy nhà Tống sẵn sàng khiêu khích nhà Kim, và nhà Kim thì vẫn chưa thể củng cố quyền kiểm soát của họ đối với những vùng lãnh thổ vừa chinh phục. Việc Đại Sở chịu phục tùng và bị bãi bỏ đồng nghĩa với việc nhà Tống đã giành lại quyền kiểm soát Khai Phong. Tướng Tống chịu trách nhiệm củng cố Khai Phong là Tông Trạch (1059–1128), yêu cầu Cao Tông di dời triều đình về thành phố này, nhưng Cao Tông từ chối và chọn cách rút lui về phía nam. Trong lịch sử Trung Quốc, cuộc di tản của Tống Cao Tông đánh dấu điểm kết thúc giai đoạn Bắc Tống, mở ra giai đoạn Nam Tống.
Hậu duệ của Khổng Tử tại Khúc Phụ là Diễn Thánh công Khổng Đoan Hữu, theo chân Tống Cao Tông chạy về phía nam đến Cù Châu. Trong khi đó, em trai của Đoan Hữu là Khổng Đoan Thao, được tân triều nhà Kim (1115–1234) bổ nhiệm làm Diễn Thánh công khi ông vẫn tiếp tục ở lại Khúc Phụ. Chắt của Trương Tái là Trương Tuyển, cũng theo Cao Tông di tản về phương nam.

#### Di tản về phương nam
Việc nhà Tống giải tán Đại Sở và xử tử Trương Xương Bang đã gây bất bình cho người Nữ Chân đồng thời vi phạm hiệp ước giữa hai bên. Nhà Kim tiếp tục tấn công nhà Tống, nhanh chóng tái chiếm phần lớn miền bắc Trung Quốc. Cuối năm 1127, Cao Tông di dời triều đình của mình xuôi xuống phía nam Ứng Thiên Phủ đến Dương Châu, phía nam sông Hoài và phía bắc sông Dương Tử, trên những con thuyền di chuyển dọc Đại Vận Hà. Triều đình Tống có hơn một năm trú tại thành phố này. Năm 1129, họ lại phải sơ tán một phần đến Hàng Châu khi người Nữ Chân tiến đến sông Hoài. Vài ngày sau cuộc di tản, Cao Tông trốn thoát trong gang tấc trên lưng ngựa, chỉ vài giờ trước khi quân tiên phong Nữ Chân ập đến. Tháng 5 năm 1129, sau khi suýt bị truất ngôi trong một cuộc đảo chính ở Hàng Châu, Cao Tông tiếp tục dời kinh đô trở lại phía bắc, đến Kiến Khang (Nam Kinh ngày nay), bờ nam sông Dương Tử. Tuy nhiên, một tháng sau, người kế nhiệm Tông Trạch là Đỗ Sung, rút quân khỏi Khai Phong khiến Kiến Khang phải đối mặt với nguy cơ bị tấn công trực diện. Hoàng đế lại phải chuyển về Hàng Châu vào tháng 9, để lại Kiến Khang cho Đỗ Sung tiếp quản. Đầu năm 1130, nhà Kim cuối cùng cũng chiếm được Khai Phong.
Từ năm 1127 đến 1129, nhà Tống đã cử mười ba sứ đoàn đến nhà Kim để thảo luận về các điều khoản hòa bình cũng như đàm phán việc thả mẹ của Cao Tông và Huy Tông, nhưng đều bị triều đình nhà Kim phớt lờ. Tháng 12 năm 1129, nhà Kim bắt đầu một cuộc tấn công quân sự mới, điều động hai đạo quân vượt sông Hoài ở cả hai phía đông và tây. Ở mặt trận phía tây, một cánh quân tiến hành xâm lược Giang Tây, nơi hoàng thái hậu nhà Tống đang cư trú, và chiếm được Hồng Châu (Nam Xương ngày nay). Vài tháng sau, họ được lệnh rút lui cùng với cánh quân phía đông.
Trong khi đó, Ngột Truật chỉ huy cánh quân Kim chủ lực ở mặt trận phía đông. Ông vượt qua sông Dương Tử về phía tây nam Kiến Khang rồi chiếm thành phố này sau khi buộc Đỗ Sung đầu hàng. Từ Kiến Khang, Ngột Truật tức tốc đuổi theo Cao Tông. Quân Kim giành được Hàng Châu vào ngày 22 tháng 1 năm 1130 và sau đó là Thiệu Hưng xa hơn về phía nam vào ngày 4 tháng 2 năm 1130. Trận chiến giữa Trương Tuấn (1086–1154) với Ngột Truật ở gần Ninh Ba đã cho Cao Tông thêm thời gian để chạy thoát. Khi Ngột Truật tiếp tục truy đuổi, triều đình nhà Tống vừa kịp bỏ trốn trên các con tàu, tới các hòn đảo ngoài khơi Chiết Giang rồi đi xa hơn về phía nam đến Ôn Châu. Người Nữ Chân dong buồm đuổi theo Cao Tông nhưng vẫn không bắt được ông. Họ đành phải bỏ cuộc và rút quân về phía bắc. Sau khi cướp bóc các thành phố không còn sức phòng thủ là Hàng Châu và Tô Châu, cuối cùng người Nữ Chân cũng bắt đầu vấp phải sự kháng cự quyết liệt của quân Tống do Nhạc Phi và Hàn Thế Trung chỉ huy. Hàn Thế Trung thậm chí còn khiến người Nữ Chân đại bại và đã cố gắng ngăn cản Ngột Truật quay trở lại bờ bắc sông Dương Tử. Hạm đội thủy quân của Hàn Thế Trung lấn lướt hoàn toàn những chiếc thuyền nhỏ của quân Kim. Tuy nhiên, Ngột Truật vẫn vượt được sông Dương Tử khi ra lệnh cho quân Kim bắn hỏa tiễn, đốt cháy những cánh buồm, vô hiệu hóa thuyền của người Hán. Nhánh quân của Ngột Truật quay lại bờ nam Dương Tử lần cuối, cướp phá tại Kiến Khang rồi quay trở về phương bắc. Nhà Kim đã mất cảnh giác trước sức mạnh thủy quân của nhà Tống, Ngột Truật không bao giờ cố gắng vượt sông Dương Tử thêm một lần nào nữa. Đầu năm 1131, quân Kim ở giữa sông Hoài và sông Dương Tử lại bị đánh lui bởi một băng cướp trung thành với nhà Tống. Vì chiến công của mình, thủ lĩnh của băng cướp là Trương Vinh, được triều đình nhà Tống ban cho một chức quan.
Sau khi quân Kim đột kích và suýt bắt được Tống Cao Tông, hoàng đế đã ra lệnh cho an phủ sứ phụ trách vùng Thiểm Tây và Tứ Xuyên ở phía tây xa xôi là Trương Tuấn (1097–1164), tấn công quân Kim tại địa bàn của ông để giảm bớt áp lực cho triều đình. Cuối năm 1130, dù tập trung được một lực lượng đông đảo nhưng Trương Tuấn vẫn bị Ngột Truật đánh bại ở gần Tây An. Ngột Truật tiến xa hơn tới Cam Túc, và tiếp tục xua quân xuống phía nam đến Giai Châu (Vũ Đô ngày nay). Trong hai năm 1131 và 1132, những trận chiến quan trọng nhất giữa hai nước diễn ra ở Thiểm Tây, Cam Túc và Tứ Xuyên. Năm 1131, quân Kim thua hai trận tại Hòa Thượng Nguyên. Không vào được Tứ Xuyên, Ngột Truật rút quân về Yên Kinh. Ông quay trở lại mặt trận phía tây một lần nữa trong khoảng thời gian từ năm 1132 đến năm 1134. Năm 1132, quân Kim tấn công Hồ Bắc và Thiểm Tây. Năm 1133, Ngột Truật giành được Hòa Thượng Nguyên nhưng không thể tiếp tục tiến công vì thua trận tại ải Tiên Nhân. Ông đành từ bỏ tham vọng chiếm Tứ Xuyên, từ đây cũng không còn trận chiến lớn nào giữa quân Tống với quân Kim trong phần còn lại của thập kỷ.
Năm 1133, triều đình nhà Tống quay trở lại Hàng Châu và đổi tên thành phố này thành Lâm An. Đền thờ tổ tiên của hoàng tộc cũng được xây dựng ở Lâm An vào cuối năm đó, một dấu hiệu cho thấy triều đình đã ngầm công nhận Lâm An là kinh đô mới mà không cần tuyên cáo chính thức. Lâm An vẫn chỉ được coi như một kinh đô tạm thời. Trong khoảng thời gian từ năm 1130 đến năm 1137, triều đình nhà Tống thường xuyên di chuyển đến Kiến Khang rồi lại quay trở về Lâm An. Đã có những đề xuất về việc nên lấy Kiến Khang làm kinh đô nhưng rốt cuộc triều đình vẫn định đô tại Lâm An vì cho rằng thành phố này an toàn hơn. Lâm An được bao quanh bởi các rào cản tự nhiên như là hồ nước và đồng lúa, khiến kỵ binh Nữ Chân khó lòng chọc thủng hệ thống công sự tại đây. Việc nằm sát biển cũng giúp hoạt động tháo lui khỏi Lâm An trở nên dễ dàng hơn. Năm 1138, Tống Cao Tống chính thức tuyên bố Lâm An là kinh đô của vương triều, nhưng vẫn giữ nguyên cái mác kinh đô tạm thời. Lâm An tiếp tục là thủ phủ của Nam Tống trong suốt 150 năm tiếp theo, phát triển trở thành một trung tâm thương mại, văn hóa tầm cỡ.

### Đại Tề xâm lược Nam Tống
Một quan chức của triều đình nhà Tống tên là Tần Cối, đã đề xuất một giải pháp hòa bình cho cuộc xung đột năm 1130. Ông nói rằng, "Nếu muốn thiên hạ không còn chiến tranh, thì người nam cứ ở miền nam, người bắc cứ ở phương bắc." Vốn tự xem mình là một người phương bắc, Tống Cao Tông ban đầu từ chối ý tưởng này. Giữa hai nước đã từng có một số hành động mang tính hòa giải. Năm 1132, nhà Kim trả tự do cho một sứ thần nhà Tống đang bị giam cầm. Năm 1133, nhà Tống từng đề nghị trở thành chư hầu của nhà Kim. Tuy nhiên, không có hiệp ước hòa bình nào được kí kết. Yêu sách của nhà Kim về việc biên giới giữa hai nước phải được đẩy lùi về phía nam, từ sông Hoài thành sông Dương Tử, là một rào cản quá lớn khiến cả hai bên không thể đạt được thỏa thuận chung.
Sự trỗi dậy liên tục của các lực lượng kháng Kim ở miền bắc Trung Quốc đã cản trở các chiến dịch của người Nữ Chân ở phía nam sông Dương Tử. Không muốn để tình trạng chiến loạn tiếp tục kéo dài, nhà Kim quyết định thành lập nhà nước Đại Tề, như một nỗ lực tái thiết một quốc gia bù nhìn mới ở miền bắc Trung Quốc. Người Nữ Chân tin rằng Đại Tề trên danh nghĩa được cai trị bởi một người gốc Hán, sẽ có thể thu hút lòng trung thành từ các cá nhân bất mãn đang tham gia cuộc nổi dậy. Mặt khác, nhà Kim cũng đang lâm vào tình trạng thiếu hụt nguồn nhân lực lành nghề và việc kiểm soát toàn bộ miền bắc Trung Quốc cũng là không khả thi về mặt hành chính. Những tháng cuối năm 1129, Lưu Dự (1073–1143) giành được sự sủng ái của Kim Thái Tông. Ông là một cựu quan lại nhà Tống ở Hà Bắc, từng làm tri phủ ở Tế Nam trước khi đào tẩu sang nhà Kim vào năm 1128. Khi nhà Đại Tề được thành lập vào cuối năm 1130, Lưu Dự được nhà Kim phong làm hoàng đế. Đại Tề chọn Đại Danh làm thủ phủ, trước khi dời đô tới Khai Phong, cố đô Bắc Tống. Chính phủ Đại Tề thiết lập chế độ quân dịch bắt buộc, nỗ lực cải cách bộ máy hành chính và ban hành luật thuế rất nặng. Trong suốt bảy năm kể từ khi thành lập, Đại Tề lãnh trách nhiệm cung cấp một phần lớn lực lượng quân đội, chiến đấu chống lại nhà Tống.

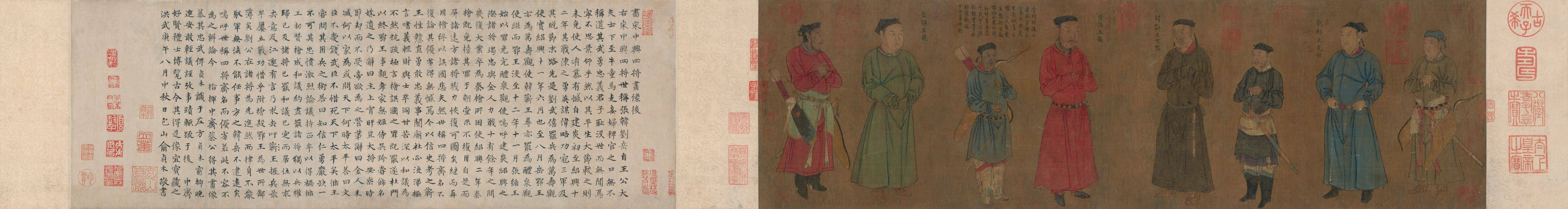
Bức họa thời Nam Tống mô tả "Trung hưng tứ tướng", những người ngăn chặn các cuộc chinh phạt của nhà Kim ở miền nam Trung Quốc. Từ trái sang phải: Nhạc Phi (1103–1142) đứng thứ hai, Trương Tuấn (1086–1154) đứng thứ tư, Hàn Thế Trung (1089–1151) đứng thứ năm và Lưu Quang Thế (1086–1142) đứng thứ bảy

Dù Đại Tề được trao cho nhiều quyền tự trị hơn chính phủ bù nhìn Đại Sở, nhưng Lưu Dự vẫn phải nghe theo mệnh lệnh của các tướng lĩnh Nữ Chân. Với sự hỗ trợ của nhà Kim, Đại Tề xâm lược nhà Tống vào tháng 11 năm 1133. Lý Thành, một kẻ phản Tống theo Kim, là người dẫn đầu chiến dịch. Tương Dương và các châu lân cận lần lượt rơi vào tay Lý Thành. Việc chiếm được Tương Dương trên bờ sông Hán Thủy mở lối cho người Nữ Chân tiến vào lưu vực trung tâm sông Dương Tử. Tuy nhiên, tướng Nhạc Phi đã chặn đứng hành trình nam chinh của họ. Năm 1134, Nhạc Phi đánh bại Lý Thành và lấy lại Tương Dương cùng với các châu lân cận. Vào cuối năm đó, nhà Kim và Đại Tề lại bắt đầu một cuộc tấn công mới xa hơn về phía đông, dọc theo sông Hoài. Lần đầu tiên, Cao Tông ban bố một chiếu thư chính thức luận tội Đại Tề. Quân Kim và quân Đại Tề có một loạt chiến thắng ở lưu vực sông Hoài, nhưng bị đánh lui bởi Hàn Thế Trung ở gần Dương Châu và bởi Nhạc Phi ở Lô Châu (Hợp Phì ngày nay). Việc quân Kim rút lui đột ngột để ứng phó với cái chết của Kim Thái Tông vào năm 1135, đã cho nhà Tống thêm thời gian để tái tập hợp lực lượng. Cuộc chiến lại tiếp diễn vào năm 1136 khi Đại Tề tấn công các đạo Hoài Nam của nhà Tống. Đại Tề thua một trận tại Ngẫu Đường, thuộc An Huy ngày nay, trước quân Tống do Dương Nghi Trung (1102–1166) lãnh đạo. Chiến thắng này đã góp phần khích lệ tinh thần quân Tống, an phủ sứ Trương Tuấn (1097–1164) thuyết phục Cao Tông bắt đầu một kế hoạch đáp trả. Ban đầu, Cao Tông đồng ý, nhưng đành phải từ bỏ chiến dịch phản công khi một sĩ quan tên là Ly Quỳnh, sát hại cấp trên rồi đào tẩu sang nhà Kim cùng hàng chục ngàn binh sĩ. Trong khi đó, Kim Hi Tông (cai trị 1135–1150) trở thành người kế vị ngai vàng của Kim Thái Tông, và đang tìm cách thúc đẩy hòa bình giữa hai nước. Kim Hi Tông cùng các tướng lĩnh của mình vô cùng thất vọng vì những thất bại quân sự của Lưu Dự và tin rằng Lưu Dự đang có một âm mưu bí mật với Nhạc Phi. Cuối năm 1137, nhà Kim giáng tước vị của Lưu Dự xuống thành vương gia đồng thời bãi bỏ nhà Đại Tề. Nhà Kim và nhà Tống tiến hành tái khởi động các cuộc đàm phán hòa bình.

### Nhà Tống phản công và tiến trình hòa bình
Tống Cao Tông thăng chức cho Tần Cối vào năm 1138 và giao cho ông ta nhiệm vụ thương lượng với nhà Kim. Trong triều, Nhạc Phi, Hàn Thế Trung cùng đông đảo quan chức, chỉ trích kịch liệt các đề nghị hòa bình. Với quyền kiểm soát Đô sát viện, Tần Cối thanh trừng bớt kẻ thù của mình rồi tiếp tục tiến hành đàm phán. Năm 1138, nhà Kim và nhà Tống thiết lập một hiệp ước chọn sông Hoàng Hà làm giới tuyến đồng thời công nhận Tống Cao Tông là một "thần dân" nhà Kim. Nhưng vì vấp phải sự phản đối trong nội bộ triều đình cả hai bên, nên hiệp ước kể trên không bao giờ có hiệu lực. Đầu năm 1140, Ngột Truật dẫn đầu một quân đoàn Nữ Chân xâm lược Nam Tống. Cuộc phản công của người Hán sau đó đã mang về cho họ những lợi ích lớn lao trên phương diện lãnh thổ. Tướng Tống là Lưu Kỹ đánh bại Ngột Truật tại Thuận Xương (ngày nay là Phụ Dương). Nhạc Phi thì được giao trọng trách chỉ huy quân Tống bảo vệ Hoài Nam. Tuy nhiên, thay vì tiến đến Hoài Nam, Ngột Truật lại rút quân về Khai Phong. Bất chấp lệnh cấm tiến công của Cao Tông, Nhạc Phi tự mình dẫn quân tràn sang lãnh thổ nhà Kim. Ông chiếm được Trịnh Châu và cử binh lính băng qua Hoàng Hà để khuấy động tiếp một cuộc nổi dậy nông dân chống lại nhà Kim. Ngày 8 tháng 7 năm 1140, với 10 vạn bộ binh cùng 15.000 kỵ binh, Ngột Truật mở một cuộc tấn công bất ngờ vào Yển Thành. Nhạc Phi chỉ đạo kỵ binh phản công người Nữ Chân, giành được chiến thắng quyết định. Ông tiếp tục dẫn binh tới Hà Nam, chiếm lại Trịnh Châu và Lạc Dương. Thế nhưng, vào năm 1140, Nhạc Phi buộc phải rút quân theo lệnh hồi kinh của Tống Cao Tông.

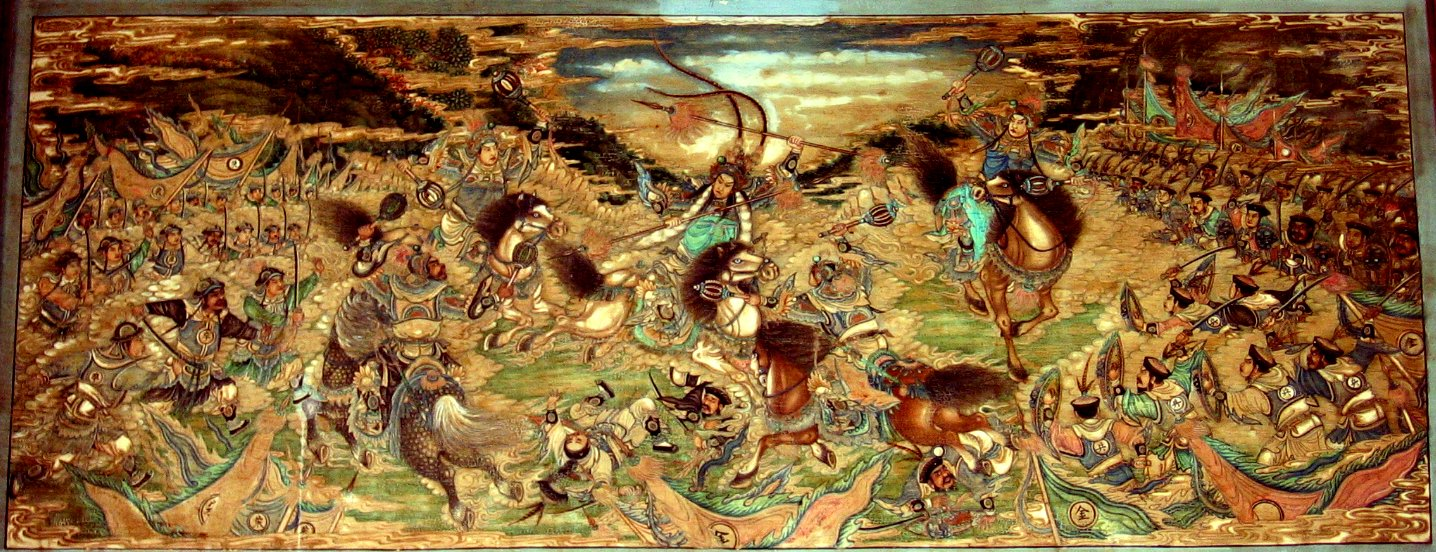
Bức tranh vẽ Nhạc Phi, một tướng lĩnh nhiều lần lãnh đạo quân Tống chống lại nhà Kim, đang giao chiến với quân Kim tại Chu Tiên Trấn trên tường ở Viên Minh Viên

Tống Cao Tông ủng hộ việc giàn xếp một hiệp ước hòa bình với người Nữ Chân và luôn muốn tìm cách kiềm chế tinh thần quyết chiến của quân Tống. Những chuyến viễn chinh của Nhạc Phi cũng như các tướng lĩnh khác là một trở ngại to lớn đối với các cuộc đàm phán hòa bình. Triều đình đã làm suy yếu năng lực quốc phòng bằng cách ban cho Nhạc Phi, Hàn Thế Trung và Trương Tuấn (1086–1154) những chức vị khiến họ mất bớt quyền chỉ huy quân đội. Hàn Thế Trung lên án hòa ước và chấp nhận nghỉ hưu. Nhạc Phi cũng tuyên bố từ quan như một hành động phản đối. Năm 1141, Tần Cối tống giam ông vì tội bất trung. Đầu năm 1142, với tội danh phản quốc, Nhạc Phi bị Tần Cối hạ độc giết chết khi đang còn ở trong tù. Nguyên nhân cái chết của Nhạc Phi có thể đến một phần từ áp lực ngoại giao bên phía nhà Kim trong cuộc hòa đàm, nhưng những cáo buộc về việc Tần Cối câu kết với nhà Kim thì chưa bao giờ được chứng minh.
Sau khi bị hành quyết, danh tiếng của Nhạc Phi khi bảo vệ Nam Tống biến ông trở thành một anh hùng dân tộc. Tần Cối thì bị các sử gia đời sau gièm pha, buộc tội bán nước. Nhạc Phi ngoài đời thật khác với những thần thoại dân gian sau này dựa trên các chiến tích của ông. Không giống như các giai thoại cổ xưa, Nhạc Phi cũng chỉ là một trong nhiều vị tướng đã chiến đấu chống lại nhà Kim ở miền bắc Trung Quốc. Các nguồn truyền thống thường đổ lỗi cho Cao Tông vì quyết định xử tử Nhạc Phi và quy phục nhà Kim. Khi đáp lại lòng biết ơn của Cao Tông vì cuộc hòa đàm thành công, Tần Cối đã nói với hoàng đế rằng "toàn bộ nỗ lực hòa bình này đều là của bệ hạ. Nô tài chỉ thực hiện theo thôi chứ chẳng có công lao gì đáng kể cả."

### Hiệp ước Thiệu Hưng

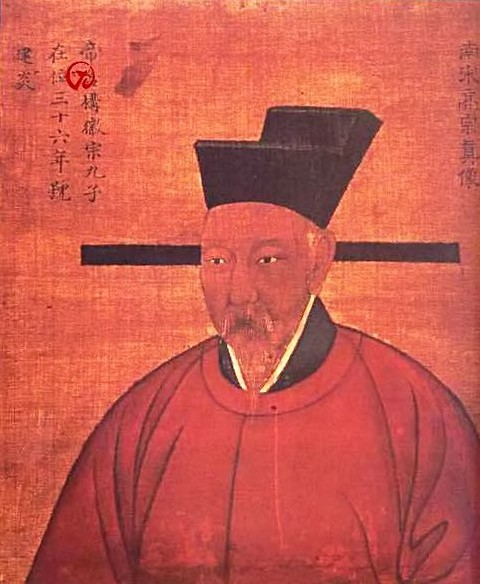
Tống Cao Tông ủng hộ đàm phán một hiệp ước hòa bình với người Nữ Chân. Hiệp ước Thiệu Hưng được phê chuẩn vào ngày 11 tháng 10 năm 1142

Ngày 11 tháng 10 năm 1142, sau khoảng một năm đàm phán, Hiệp ước Thiệu Hưng được phê chuẩn, chấm dứt cuộc xung đột giữa nhà Kim và nhà Tống. Theo các điều khoản của hiệp ước, sông Hoài, phía bắc sông Dương Tử, được chỉ định là ranh giới giữa hai quốc gia. Ngoài ra, nhà Tống cũng đồng ý cống nạp thường niên 25 vạn lượng bạc và 25 vạn tấm lụa cho nhà Kim.
Hiệp ước Thiệu Hưng còn hạ thấp địa vị Nam Tống, biến nước này trở thành một chư hầu của nhà Kim. Nhà Tống được chỉ định là "hạ triều" trong khi nhà Kim là "thượng triều". Bản nguyên văn của hiệp ước Thiệu Hưng không còn tồn tại trong các ghi chép ở Trung Quốc, một dấu hiệu rõ ràng minh chứng cho nỗi ô nhục mà nó từng mang lại cho triều đình nhà Tống. Nội dung khái quát được khôi phục từ tiểu sử của một người Nữ Chân. Sau khi hoạt động kí kết xong xuôi, người Nữ Chân rút lui về phương bắc và hoạt động giao thương giữa hai đế quốc lại tiếp tục được diễn ra. Nền hòa bình được đảm bảo bởi hiệp ước Thiệu Hưng kéo dài trong 70 năm tiếp theo, nhưng đã bị gián đoạn hai lần. Lần đầu đến từ một chiến dịch quân sự của nhà Kim, lần tiếp theo xuất phát từ một chiến dịch khác của nhà Tống.

### Các chiến dịch khác

#### Cuộc chiến của Hoàn Nhan Lượng
Năm 1150, Hoàn Nhan Lượng lãnh đạo một cuộc đảo chính lật đổ Kim Hi Tông, trở thành hoàng đế thứ tư của nhà Kim. Ông tự xưng là hoàng đế Trung Hoa, lên kế hoạch chinh phục nhà Tống để thống nhất toàn cõi Trung Quốc. Năm 1158, Hoàn Nhan Lượng viện lí do nhà Tống đã phá vỡ hiệp ước hòa bình năm 1142 khi lén mua ngựa để làm cái cớ gây chiến. Ông ban hành một chế độ quân dịch không hợp lòng dân, gây nên tình trạng bất ổn lan rộng khắp đế quốc. Các cuộc khởi nghĩa kháng Kim nổ ra trong cộng đồng người Khiết Đan và ở các tỉnh giáp biên giới nhà Tống. Hoàn Nhan Lượng không chấp nhận bất cứ sự bất đồng chính kiến nào, mọi hành vi phản chiến đều bị trừng phạt nghiêm khắc. Nhà Tống đã được cảnh báo trước về kế hoạch của Hoàn Nhan Lượng. Họ chuẩn bị đối phó bằng cách tăng cường phòng thủ dọc biên giới, chủ yếu gần sông Dương Tử, nhưng lại bị cản trở bởi sự thiếu quyết đoán của Tống Cao Tông. Khao khát hòa bình của Cao Tông khiến ông không muốn khiêu khích nhà Kim. Năm 1161, Hoàn Nhan Lượng bắt đầu chiến dịch xâm lược của mình mà không cần tuyên chiến chính thức. Đạo quân Nữ Chân do Hoàn Nhan Lượng đích thân chỉ huy, rời Khai Phong vào ngày 15 tháng 10, đến biên giới sông Hoài vào ngày 28 tháng 10, và hành quân theo hướng sông Dương Tử. Nhà Tống để mất sông Hoài vào tay người Nữ Chân, nhưng vẫn chiếm lại được vài châu quận của nhà Kim ở phía tây, làm chậm bước tiến của họ. Hoàn Nhan Lượng cử một nhóm tướng lĩnh Nữ Chân vượt sông Dương Tử đoạn gần thành phố Thái Thạch (phía nam Mã An Sơn, An Huy ngày nay) trong khi tự mình thiết lập một căn cứ gần Dương Châu.

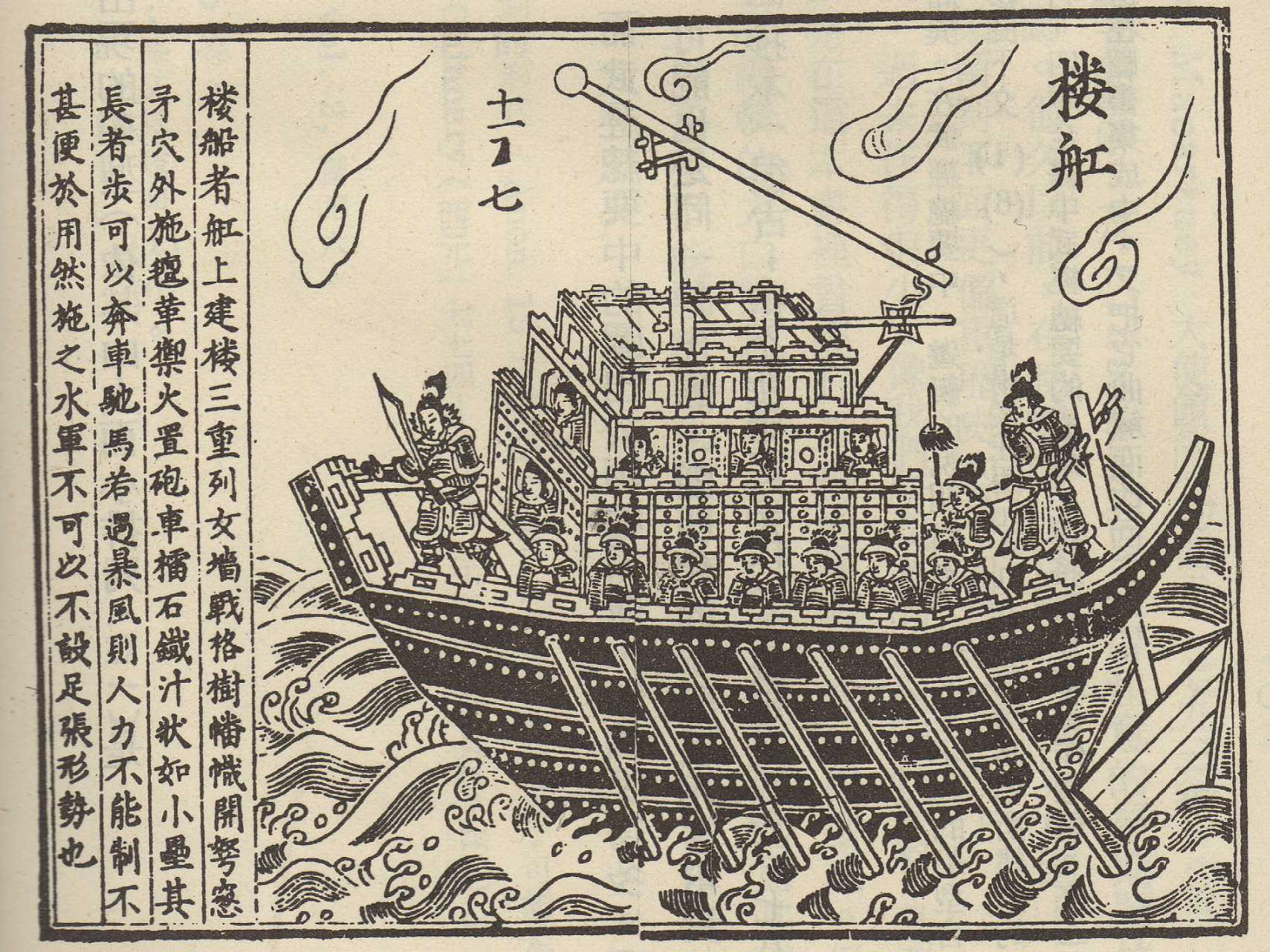
Chiến hạm của nhà Tống được trang bị máy phóng đối trọng ở boong trên cùng, lấy từ sách Vũ kinh tổng yếu

Viên quan Ngu Doãn Văn là người chỉ huy quân Tống trấn thủ dòng sông. Trong trận Thái Thạch, người Nữ Chân đã bị đánh bại khi tấn công Thái Thạch trong hai ngày 26 và 27 tháng 11 năm 1161. Các tàu chiến mái guồng của quân Tống, được trang bị máy phóng đối trọng bắn bom thuốc súng, áp đảo các tàu hạng nhẹ của hạm đội Kim. Tàu chiến của người Nữ Chân hoàn toàn không có khả năng đối kháng vì chúng nhỏ hơn và được làm một cách cẩu thả. Những quả bom mà quân Tống phóng ra, chứa hỗn hợp thuốc súng, vôi, sắt vụn và một loại chất độc có thể là asen. Những tường thuật truyền thống của người Trung Quốc coi trận Thái Thạch là bước ngoặt của cả cuộc chiến, mô tả nó như một trận đánh lật ngược thế cờ, bảo vệ miền nam Trung Quốc khỏi những kẻ xâm lược phương bắc. Tầm quan trọng của trận Thái Thạch được cho là sánh ngang với trận Phì Thủy diễn ra vào thế kỷ thứ 4. Sử liệu đời Tống cho rằng Ngu Doãn Văn, người được giao nhiệm vụ bảo vệ Thái Thạch, đã chỉ huy 18.000 binh sĩ nhà Tống đánh bại lực lượng người Nữ Chân với quân số lên tới 40 vạn. Các nhà sử học hiện đại thì lại nghi ngờ những con số kể trên, coi những số liệu về người Nữ Chân là phóng đại. Sử gia đời Tống có thể đã nhầm lẫn giữa số lượng binh lính Nữ Chân trong trận Thái Thạch với tổng số binh lính dưới quyền chỉ huy của Hoàn Nhan Lượng. Trận chiến cũng không có thế trận một chiều như các tường thuật truyền thống, và nhà Tống rõ ràng có nhiều lợi thế hơn nhà Kim. Hạm đội Tống lớn hơn hạm đội Kim còn người Nữ Chân thì không thể đem sở trường kỵ binh của họ vào trong một trận thủy chiến.
Một phân tích chiến trường hiện đại đã chỉ ra rằng mặc dù có tác dụng khích lệ tinh thần vua tôi nhà Tống, trận Thái Thạch chỉ là một trận đánh nhỏ. Nhà Kim thua cuộc nhưng chỉ chịu khoảng 4.000 thương vong và trận chiến cũng không phải là đòn chí tử giáng vào nỗ lực chiến tranh của họ. Chính mối quan hệ không mấy tốt đẹp giữa Hoàn Nhan Lượng với các tướng lĩnh Nữ Chân, những người vẫn luôn coi thường ông ta, đã làm mất đi cơ hội giành chiến thắng của nhà Kim. Ngày 15 tháng 12, Hoàn Nhan Lượng bị ám sát ngay trong trại của mình bởi các tướng lĩnh bất mãn. Kim Thế Tông (cai trị 1161–1189) trở thành hoàng đế kế vị nhà Kim. Ông đứng trước áp lực phải kết thúc cuộc chiến tranh phi lợi ích với nhà Tống, và rồi phải ra lệnh rút quân vào năm 1162. Cùng năm đó, Tống Cao Tông cũng từ giã ngai vàng. Những phương án xử lý sai lầm của Cao Tông trong cuộc chiến với Hoàn Nhan Lượng là một trong nhiều lý do khiến ông buộc phải thoái vị. Các cuộc giao tranh giữa hai nước Nam Tống và Kim vẫn tiếp tục xảy ra dọc biên giới, nhưng lắng xuống vào năm 1165 sau một hiệp ước hòa bình. Không có thay đổi lớn về mặt lãnh thổ. Hiệp ước mới này quy định rằng nhà Tống vẫn phải trả tiền bồi thường hàng năm cho nhà Kim, nhưng khoản bồi thường này không gọi là "cống nạp" (mang nghĩa quan hệ trên dưới) mà được gọi là "thanh toán".

#### Nam Tống phục thù

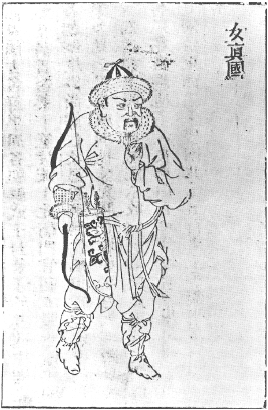
Một chiến binh Nữ Chân với cây cung bên mình, trên một bản in khắc gỗ đầu thế kỷ 17

Sức ép gia tăng từ quân Mông Cổ ở phía bắc, một loạt trận lụt mà đỉnh điểm là trận lụt sông Hoàng Hà năm 1194, tàn phá Hà Bắc và Sơn Đông, nạn hạn hán và châu chấu hoành hành ở phía nam gần sông Hoài, là những nguyên nhân khiến nhà Kim đang ngày càng suy yếu. Thông qua các sứ thần tới thăm nhà Kim mỗi hai năm một lần, nhà Tống nắm được hoàn cảnh khó khăn của người Nữ Chân, và bắt đầu khiêu khích nước láng giềng phương bắc của họ. Tể tướng Nam Tống Hàn Thác Trụ là người đứng sau các hoạt động thù địch. Tống Ninh Tông (cai trị 1194–1224) thì lại không quan tâm nhiều tới chiến tranh. Nhà Tống chuẩn bị cho cuộc bắc phạt một cách từ tốn và thận trọng, dưới sự giám sát của Hàn Thác Trụ. Triều đình Tống tỏ lòng tôn kính với vị anh hùng phục quốc Nhạc Phi và người Hán bắt đầu chế tác, xuất bản các sử liệu biện minh cho cuộc chinh phạt nhà Kim sắp tới. Từ năm 1204 trở đi, các nhóm vũ trang người Hán tiến hành đột kích các khu định cư của người Nữ Chân. Năm 1205, Hàn Thác Trụ được bổ nhiệm làm người nắm giữ toàn bộ an ninh quốc gia. Nhà Tống cũng tài trợ cho các cuộc nổi dậy của các nhóm phiến quân trung thành ở phía bắc. Những cuộc đụng độ khởi đầu tiếp tục leo thang, một phần nhờ được tiếp tay bởi các quan chức Tống theo chủ nghĩa phục hưng lãnh thổ. Ngày 14 tháng 6 năm 1206, nhà Nam Tống chính thức tuyên bố tình trạng chiến tranh với nhà Kim. Tuyên chiến thư cho rằng nhà Kim đã mất đi Thiên mệnh, không còn thích hợp để cai trị, và kêu gọi người Hán đứng lên lật đổ người Nữ Chân.
Quân Tống do Tất Tái Ngộ (mất 1217) chỉ huy đã chiếm được thành phố biên giới Tứ Châu (bờ bắc sông Hoài, đối diện với Hu Dị ngày nay) nhưng chịu tổn thất lớn trước quân Kim ở Hà Bắc. Quân Kim đẩy lui quân Tống và tiến quân theo hướng nam, bao vây thị trấn Sở Châu của nhà Tống, nằm trên Đại Vận Hà, ngay phía nam sông Hoài. Tất Tái Ngộ bảo vệ Sở Châu, buộc quân Kim phải thu lại vòng vây sau ba tháng. Tuy nhiên, đến mùa thu năm 1206, người Nữ Chân đã chiếm được nhiều thị trấn và căn cứ quân sự khác. Họ bắt đầu triển khai tấn công các châu quận của nhà Tống nằm ở mặt trận trung tâm, giành được Tảo Dương và Quang Hóa (trên bờ sông Hán Thủy gần Lão Hà Khẩu ngày nay). Mùa thu năm 1206, chiến dịch tấn công của quân Tống thất bại thảm hại. Tinh thần binh sĩ đi xuống khi điều kiện thời tiết xấu đi, nguồn cung cạn kiệt và nạn đói lan tràn, buộc nhiều người phải đào ngũ. Những cuộc đào tẩu ồ ạt của người Hán ở miền bắc Trung Quốc mà nhà Tống từng mong đợi đã không thể trở thành hiện thực.
Ngược lại, một vụ phản bội đáng chú ý đã xảy ra bên phía nhà Tống: Ngô Hy (mất 1207), tuyên phủ sứ Tứ Xuyên, đào tẩu sang nhà Kim vào tháng 12 năm 1206. Nhà Tống từng phải phụ thuộc vào thắng lợi của Ngô Hy ở phía tây để phân tán bớt binh lính Kim khỏi mặt trận phía đông. Năm 1206, Ngô Hy tấn công các cứ điểm của quân Kim, nhưng binh đoàn 5 vạn lính của ông sau đó đã bị đẩy lùi. Hành động đào tẩu của Ngô Hy có thể đồng nghĩa với việc nhà Tống mất toàn bộ mặt trận phía tây cuộc chiến, nhưng các trung thần đã kịp giết Ngô Hy vào ngày 29 tháng 3 năm 1207, trước khi quân Kim kiểm soát được vùng lãnh thổ vừa đầu hàng. An Bính (mất 1221) trở thành người kế nhiệm Ngô Hy, nhưng các lực lượng quân Tống ở phía tây đã mất đi sự gắn kết sau khi Ngô Hy chết. Các tướng lĩnh chỉ huy lập tức trở mặt với nhau trong một cuộc đấu đá nội bộ diễn ra ngay sau đó.
Năm 1207, trình trạng giao tranh vẫn tiếp diễn nhưng tình hình cuộc chiến thì dần đi vào bế tắc vào cuối năm. Nhà Tống lúc này lại đang ở thế phòng thủ, trong khi nhà Kim không thu được nhiều lợi ích từ các vùng lãnh thổ của nhà Tống. Hàn Thác Trụ đã mất mạng vì thất bại trong những chính sách hiếu chiến của mình. Ngày 15 tháng 12 năm 1207, Hàn Thác Trụ bị cấm quân đánh cho đến chết. Đồng phạm của Hàn Thác Trụ là Tô Sư Đán cũng bị xử tử, các quan chức có liên hệ với ông thì bị cách chức hoặc lưu đày. Vì cả hai bên Tống, Kim đều không muốn tiếp tục cuộc chiến, họ cùng nhau quay lại bàn đàm phán. Ngày 2 tháng 11 năm 1208, một hiệp ước hòa bình mới được kí kết, hoạt động triều cống của nhà Tống với nhà Kim lại được khôi phục. Lần này, phí bồi thường tăng thêm 5 vạn lượng bạc và 5 vạn tấm vải. Hiệp ước cũng yêu cầu nhà Tống phải trình diện thủ cấp của Hàn Thác Trụ trước nhà Kim, kẻ mà người Nữ Chân cho là đã khơi mào cuộc chiến. Thi thể của Hàn Thác Trụ và Tô Sư Đán bị khai quật, chặt đầu, đem bêu thị chúng rồi mới được gửi cho nhà Kim.

#### Chiến tranh Kim – Tống giữa sự trỗi dậy của Mông Cổ

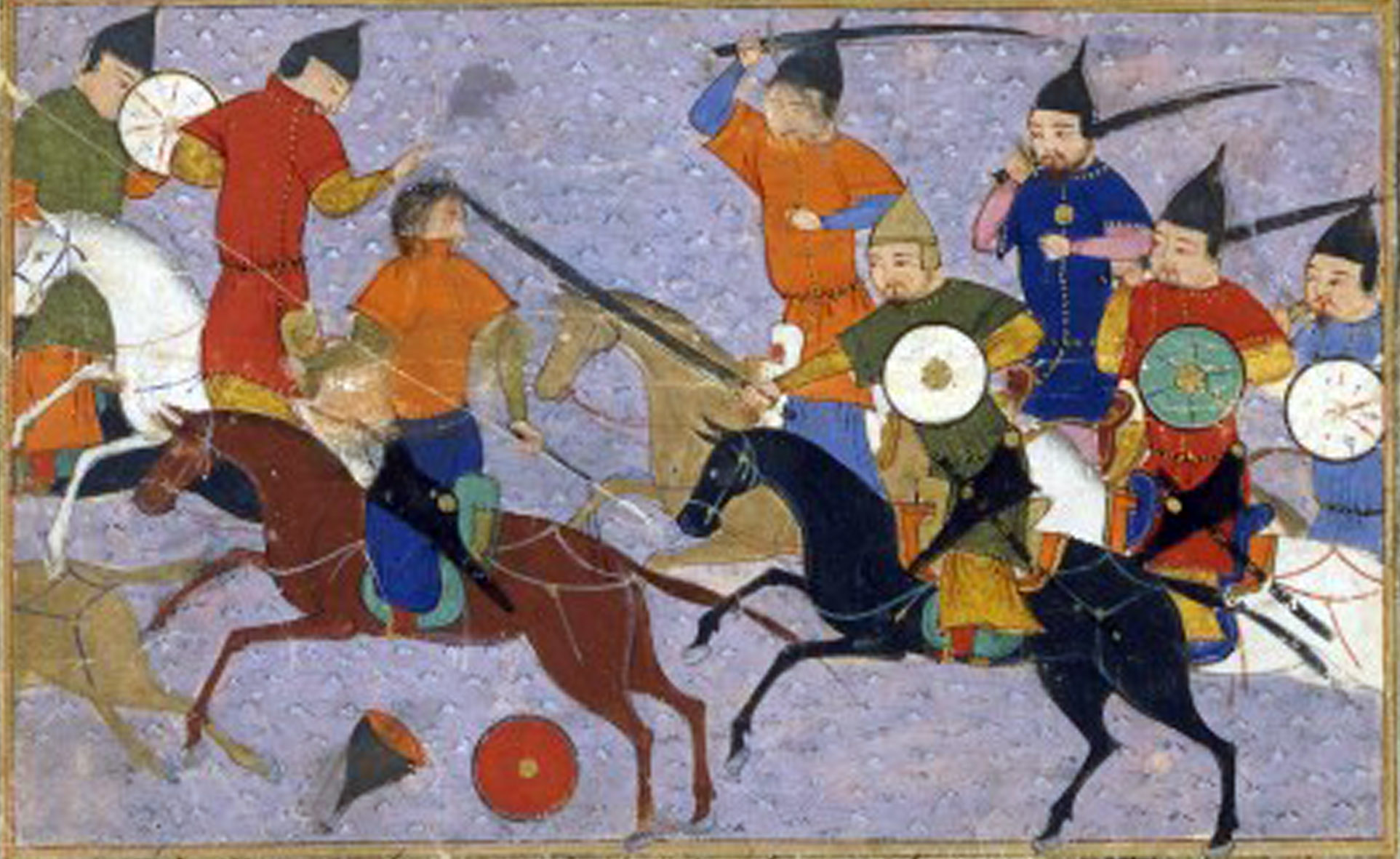
Trận chiến giữa quân Kim và quân Mông Cổ năm 1211, lấy từ Jami' al-tawarikh

Người Mông Cổ là một liên minh du mục đã được thống nhất vào giữa thế kỷ mười hai. Họ và những nhóm du mục thảo nguyên khác thỉnh thoảng đột kích nhà Kim từ phía tây bắc. Tương tự như truyền thống của nhà Tống, nhà Kim né tránh thực hiện các chiến dịch trừng phạt và hài lòng với chiến lược xoa dịu các nước láng giềng. Năm 1210, người Mông Cổ, trước đây phải triều cống cho nhà Kim, đã chấm dứt mối quan hệ chư hầu với người Nữ Chân. Năm 1211, Mông Cổ tấn công nhà Kim. Trước sự kiện này, đã có những tranh luận trong triều đình nhà Tống về việc có nên ngừng cống nạp cho một triều đình nhà Kim đang suy yếu, nhưng rồi họ vẫn chọn phương án tránh gây hấn với người Nữ Chân. Năm 1214, nhà Tống từ chối tham gia liên minh chống Kim với Tây Hạ và vẫn tiếp tục theo lệ cũ dù bị người Nữ Chân khước từ yêu cầu giảm mức bồi thường hàng năm. Trong khi đó, năm 1214, người Nữ Chân bị bao vây ở Trung Đô, phải rút lui tới Khai Phong, và chọn nơi này làm kinh đô mới của vương triều. Khi người Mông Cổ bành trướng, nhà Kim bị tổn thất lãnh thổ và quyết định tấn công nhà Tống vào năm 1217 để bù đắp phần đất đai vừa bị thu hẹp của họ. Lý do chính thức được nhà Kim đưa ra cho cuộc chiến lần này là vì các cuộc đột kích định kì của quân Tống. Một động cơ khả dĩ khác là người Nữ Chân muốn chinh phục nhà Tống để tìm một chỗ nương thân nếu chẳng may Mông Cổ kiểm soát thành công miền bắc Trung Quốc. Sử Di Viễn (1164–1233), tể tướng dưới quyền Hoàng đế Tống Lý Tông (cai trị 1224–1264), do dự khi quyết định chạm trán với nhà Kim và trì hoãn tuyên chiến trong vòng hai tháng. Các tướng lĩnh Tống phần lớn được nắm quyền tự quyết, cho phép Sử Di Viễn né tránh trách nhiệm mỗi khi họ mắc phải sai lầm quân sự. Quân Kim vượt biên từ các mặt phía tây và trung tâm. Người Nữ Chân chỉ giành được thành công quân sự hạn chế, và còn phải đối mặt với các cuộc tấn công liên tục từ nước láng giềng Tây Hạ. Năm 1217, hai tướng Nam Tống là Mạnh Tông Chánh và Hỗ Tái Hưng đánh bại quân Kim, ngăn không cho họ chiếm Tảo Dương và Tùy Châu.
Chiến dịch thứ hai của quân Kim vào cuối năm 1217 khả quan hơn một chút so với chiến dịch đầu tiên. Ở mạn phía đông, quân Kim không thể tiến sâu tại lưu vực sông Hoài. Tuy nhiên, ở mạn phía tây, họ đã lấy được Tây Hòa Châu cùng với Đại Tán Quan (Thiểm Tây ngày nay) vào cuối năm 1217. Quân Kim cố gắng chiếm Tùy Châu ở lộ Tây Nam Kinh thêm một lần nữa vào các năm 1218 và 1219, nhưng vẫn không thành công. Đầu năm 1218, quân Tống giành được Tứ Châu trong một đợt phản công. Năm 1219, Triệu Phương (mất 1221) chỉ huy quân Tống cướp phá Đặng Châu và Đường Châu hai lần. Ở phía tây, quyền chỉ huy quân Tống ở Tứ Xuyên được trao cho An Bính, người trước đó đã bị bãi miễn chức vụ này. An Bính bảo vệ thành công mặt trận phía tây, nhưng không thể tiến xa hơn vì các cuộc khởi nghĩa địa phương trong khu vực. Nhà Kim vẫn cố gắng đòi cống nạp từ nhà Tống, nhưng không bao giờ nhận được. Đầu năm 1221, trong chiến dịch thứ ba và cũng là chiến dịch cuối cùng, quân Kim chiếm được thành phố Kỳ Châu (ở Tây Hoài Nam) nằm sâu trong lãnh thổ Nam Tống. Hỗ Tái Hưng và Lý Toàn (mất 1231) chỉ huy quân Tống đánh bại quân Kim, khiến họ phải lui binh. Năm 1224, hai nước thống nhất về một hiệp ước hòa bình, chấm dứt hoạt động triều cống hàng năm của nhà Tống với nhà Kim. Các chuyến công du ngoại giao giữa hai quốc gia cũng chính thức bị hủy bỏ.

#### Nam Tống liên minh Mông Cổ chống Kim

Mông Cổ – Nam Tống xâm lược nhà Kim

Tháng 2 năm 1233, quân Mông Cổ chiếm được Khai Phong sau một cuộc bao vây hơn 10 tháng, buộc triều đình nhà Kim phải rút về thị trấn Thái Châu. Năm 1233, Kim Ai Tông (cai trị 1224–1234) phái sứ thần đi cầu xin tiếp tế từ nhà Tống. Người Nữ Chân cảnh báo người Hán rằng quân Mông Cổ sẽ xâm lược nhà Tống sau khi họ tiêu diệt nhà Kim — điều mà sau này đã trở thành hiện thực — thế nhưng nhà Tống phớt lờ lời cảnh báo và từ chối đáp lại thỉnh cầu. Thay vào đó, họ lập một liên minh với người Mông Cổ để chống lại nhà Kim. Nhà Tống đồng ý tiếp tế cho quân Mông Cổ để đổi lấy các phần lãnh thổ Hà Nam. Năm 1234, vương triều nhà Kim sụp đổ sau khi liên quân Mông Cổ – Nam Tống chiến thắng người Nữ Chân trong trận vây hãm Thái Châu. Mạnh Củng là người thống lĩnh quân Tống công hạ Thái Châu. Hoàng đế áp chót của nhà Kim, Kim Ai Tông, đã tự kết liễu đời mình. Người kế vị ngắn ngủi của ông, Kim Mạt Đế, bị giết vài ngày sau tại Thái Châu, ngay trong ngày lên ngôi. Sau khi nhà Kim diệt vong, người Mông Cổ bắt đầu hướng mũi dùi của họ về phía Nam Tống. Qua nhiều thập kỷ giao tranh, triều đại nhà Tống cuối cùng cũng sụp đổ vào năm 1279, khi những trung thần còn lại của vương triều bị người Mông Cổ đánh bại trong một trận thủy chiến gần Quảng Đông.

## Ý nghĩa lịch sử

### Những thay đổi về văn hóa và nhân khẩu học
Từ lãnh thổ phía đông bắc nhà Kim, người Nữ Chân đã tới định cư tại những vùng đất mà họ mới kiểm soát được ở miền bắc Trung Quốc. Chỉ chiếm chưa đến 10% dân số, hai đến ba triệu người Nữ Chân cầm quyền trở thành một dân tộc thiểu số ở một khu vực vẫn còn bị áp đảo bởi 30 triệu người Hán. Sự bành trướng về phía nam của người Nữ Chân đã khiến nhà Kim chuyển đổi từ một chính quyền phi tập trung của các bộ lạc bán nông nghiệp thành một triều đại quan liêu kiểu Hán.

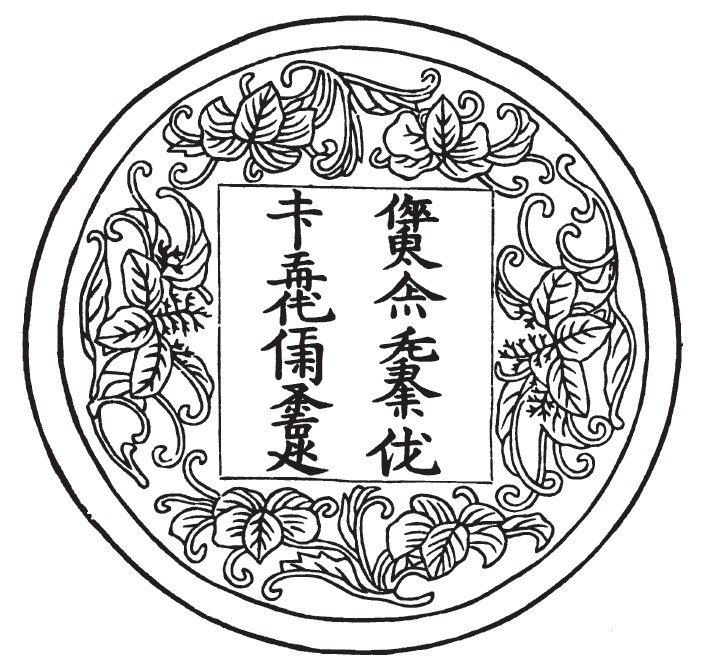
Một huy chương có chữ Nữ Chân văn, một trong ba loại chữ viết hành chính của nhà Kim

Ban đầu, triều đình nhà Kim định thúc đẩy một nền văn hóa Nữ Chân độc lập, song hành với việc áp dụng bộ máy quan liêu đế quốc tập trung kiểu Hán. Tuy nhiên, theo thời gian, đế quốc Kim đã dần bị Hán hóa. Người Nữ Chân bắt đầu thông thạo tiếng Hán, và sử dụng triết lý Nho giáo để hợp pháp hóa chính quyền cai trị. Từ thời Kim Hi Tông (1135–1150), phép tắc nhà nước theo chuẩn Nho giáo đã được áp dụng trong triều đình. Các kỳ khoa cử cũng được nhà Kim tổ chức, lúc đầu hạn chế trong từng khu vực rồi sau đó được mở rộng ra toàn đế quốc. Tứ thư, Ngũ kinh cùng các tác phẩm văn học của người Hán đã được dịch sang tiếng Nữ Chân và được giới tri thức trong nước nghiên cứu. Trong khi đó, có rất ít người Nữ Chân đóng góp tích cực cho nền văn học cổ điển nước nhà. Hệ thống chữ quốc ngữ của nhà Kim có tên gọi Nữ Chân văn, được hình thành trên cơ sở Khiết Đan tiểu tự thuộc họ Hán tự. Cả ba loại chữ viết kể trên đều là chữ viết hành chính trong triều đình nhà Kim. Bên cạnh tên gốc, các thị tộc Nữ Chân còn chọn cho mình một cái tên riêng bằng tiếng Hán. Hoàn Nhan Lượng (Kim Hải Lăng vương; cai trị 1150–1161) nhiệt tình ủng hộ và đã ban hành nhiều chính sách khuyến khích công cuộc Hán hóa người Nữ Chân. Ngay từ thời thơ ấu, Hoàn Nhan Lượng đã tiếp thu văn hóa của người Hán thông qua các sứ thần nhà Tống. Việc mô phỏng các tập quán của nhà Tống đã khiến ông bị người Nữ Chân gọi là kẻ "bắt chước người Hán". Hoàn Nhan Lượng say mê nghiên cứu các tác phẩm kinh điển của người Hán, uống trà và chơi cờ tướng để giải trí. Dưới thời cai trị của ông, trung tâm hành chính của nhà Kim ở Huệ Ninh được chuyển dời về phía nam. Năm 1153, Hoàn Nhan Lượng chọn Bắc Kinh làm thủ đô chính của vương triều. Ông cho xây dựng các cung điện mới ở Bắc Kinh và Khai Phong đồng thời phá hủy các dinh thự ban đầu của các thủ lĩnh Nữ Chân ở phía bắc.
Các cải cách chính trị của Hoàn Nhan Lượng được kết nối với mong muốn chinh phục toàn cõi Trung Hoa, và hợp pháp hóa bản thân ông trong vai trò một hoàng đế người Hán thực thụ. Viễn cảnh chinh phục miền nam Trung Quốc của nhà Kim, chấm dứt sớm hơn dự kiến sau khi Hoàn Nhan Lượng bị ám sát. Người kế vị Hoàn Nhan Lượng, Kim Thế Tông, ít mặn mà hơn với công cuộc Hán hóa, và đã tiến hành đảo ngược một số sắc lệnh của hoàng đế tiền nhiệm. Kim Thế Tông phê chuẩn một vài chính sách mới với mục đích làm chậm quá trình đồng hóa người Nữ Chân. Kim Chương Tông (cai trị 1189–1208) đã bãi bỏ các giới luật cấm của Thế Tông, khi ông tái cấu trúc bộ máy chính trị của vương triều gần với các triều đại Đường và Tống. Bất chấp những thay đổi về văn hóa và nhân khẩu học, tình trạng thù địch quân sự giữa nhà Kim và nhà Tống vẫn luôn thường trực mãi cho tới khi nhà Kim diệt vong.
Ở phía nam, cuộc di tản của nhà Tống đã dẫn đến những thay đổi lớn về nhân khẩu học. Số dân tị nạn từ miền bắc đến tái định cư ở Lâm An và Tĩnh Khang (Hàng Châu và Nam Kinh ngày nay), cuối cùng đã nhiều hơn cả dân số bản địa vốn đã giảm dần do các đợt tấn công lặp đi lặp lại của người Nữ Chân. Chính phủ khuyến khích nông dân từ các tỉnh miền nam đến tái định cư tại những vùng lãnh thổ thưa dân nằm giữa sông Dương Tử và sông Hoài.
Kinh đô mới Lâm An phát triển thành một trung tâm thương mại và văn hóa tầm cỡ. Nó vươn mình từ một thành phố tầm trung, không quá quan trọng, trở thành một trong những đô thị bề thế, thịnh vượng nhất thế giới. Trong thời gian sống tại Lâm An vào triều đại nhà Nguyên (1260–1368), khi nơi đây đã không còn giàu có như dưới thời nhà Tống, Marco Polo vẫn phải nhận xét rằng "thành phố này vĩ đại hơn bất kỳ thành phố nào khác trên thế giới". Sau khi mục tiêu giành lại miền bắc trở nên phi thực tế hơn và Lâm An đã là một thành phố thương mại quan trọng, triều đình nhà Tống quyết định mở rộng, cải tạo các công trình hành chính để Lâm An tương xứng với địa vị của một kinh đô. Hoàng cung vốn có kích thước khiêm tốn được tu bổ khang trang hơn vào năm 1133 với những con hẻm phủ mái ngói mới, và vào năm 1148 với các bức tường được mở rộng.
Việc nhà Tống đánh mất miền bắc Trung Quốc, trung tâm văn hóa của nền văn minh Trung Hoa, khiến vị thế khu vực của đế quốc này bị giảm sút. Sau khi người Nữ Chân chinh phục thành công phương bắc, Cao Ly đã thừa nhận nhà Kim, chứ không phải nhà Tống, là một triều đại Trung Hoa chính danh. Những thất bại quân sự liên tục đã biến nhà Tống trở thành chư hầu của nhà Kim, khiến nhà Tống chỉ còn là một nước "Trung Quốc trong các nước ngang hàng". Tuy nhiên, sau khi di tản về phương nam, kinh tế nhà Tống vẫn phục hồi nhanh chóng. Doanh thu của triều đình từ việc đánh thuế ngoại thương trong những năm 1160, cuối thời Tống Cao Tông, đã tăng gần gấp đôi so với thời điểm nhà Bắc Tống diệt vong vào năm 1127. Sự phục hồi trên khắp đế quốc là không đồng đều, những khu vực bị chiến tranh tàn phá trực tiếp như Hoài Nam và Hồ Bắc, đã phải mất hàng thập kỷ mới có thể trở lại trạng thái như trước lúc xung đột. Bất chấp rất nhiều cuộc giao tranh, nhà Kim vẫn là một trong những đối tác thương mại chính của nhà Tống. Nhu cầu của nhà Tống đối với các loại hàng hóa nhập khẩu như lông thú và ngựa vẫn không thuyên giảm. Sử gia Shiba Yoshinobu (sinh. 1930) tin rằng hoạt động buôn bán của Nam Tống với phương bắc đã đem lại lợi nhuận đủ để bù đắp số bạc mà họ phải cống nạp cho nhà Kim hàng năm.
Chiến tranh Kim–Tống là một trong số những cuộc chiến ở miền bắc Trung Quốc, cùng với Ngũ Hồ loạn Hoa, Loạn An Sử, Loạn Hoàng Sào, và các trận chiến trong giai đoạn Ngũ đại Thập quốc, đã gây ra những cuộc di cư ồ ạt của người Hán, từ miền bắc tới miền nam, được gọi chung với cái tên y quan nam độ. Năm 1126–1127, hơn nửa triệu người đã chạy trốn từ bắc vào nam Trung Quốc bao gồm cả Lý Thanh Chiếu. Diễn Thánh công Khổng Đoan Hữu đã dẫn dắt một bộ phận gia tộc Khổng Tử, di tản xuống phía nam đến Cù Châu theo Tống Cao Tông. Trong khi đó, em trai của Khổng Đoan Hữu là Khổng Đoan Thao, vẫn ở lại Khúc Phụ và trở thành Diễn Thánh công cho nhà Kim. Một số thành viên gia tộc Tăng Tử di cư xuống phương nam theo Nam Tống, số khác thì chọn ở lại phương bắc.
Tuy nhiên, cũng có một vài đợt di cư theo chiều ngược lại mỗi khi chiến loạn kết thúc. Người Hán từ Nam Tống chuyển đến sống ở miền bắc nơi nhà Kim đang cai trị, khiến dân số miền nam giảm xuống còn dân số miền bắc thì lại tăng lên.

### Chiến tranh thuốc súng

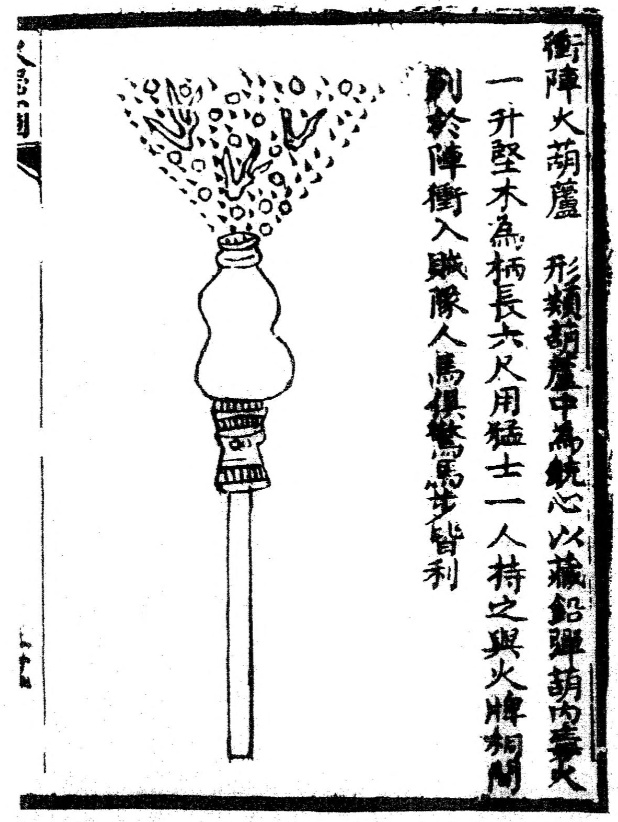
Hỏa thương, một tổ tiên xa xưa của súng cầm tay, được ghi nhận sử dụng lần đầu trong trận vây hãm Đức An năm 1132, hình minh họa trong sách Hỏa Long Kinh, đời nhà Minh.

Những trận chiến giữa nhà Tống và nhà Kim đã thúc đẩy hoạt động sử dụng cũng như phát minh các loại vũ khí thuốc súng. Có những báo cáo ghi nhận rằng hỏa thương, một trong những tổ tiên xa xưa nhất của súng cầm tay, từng được quân Tống sử dụng để chống lại người Nữ Chân khi quân Kim vây hãm Đức An (An Lục, phía đông Hồ Bắc ngày này) vào năm 1132, trong chiến dịch xâm lược Hồ Bắc và Thiểm Tây. Loại vũ khí này có cấu tạo gồm một ngọn giáo gắn với một súng phun lửa, có thể phóng lửa từ nòng súng làm bằng tre hoặc giấy. Hỏa thương được chế tạo bởi những binh lính dưới trướng Trần Quy, người chỉ huy quân Tống trấn thủ Đức An. Quân Tống sử dụng hỏa thương để phá hủy các vũ khí công thành bằng gỗ của quân Kim chứ không phải để chiến đấu với bộ binh. Họ luôn chọn thời điểm thích hợp, khi các vũ khí công thành của quân Kim đã nằm trong tầm bắn, rồi mới khai hỏa, để khắc phục những hạn chế về phạm vi tấn công và mức độ linh hoạt của hỏa thương. Sau này, hỏa thương được cải tiến với nòng kim loại, bắn xa hơn, mạnh hơn, và có thể dùng để chạm trán với bộ binh.

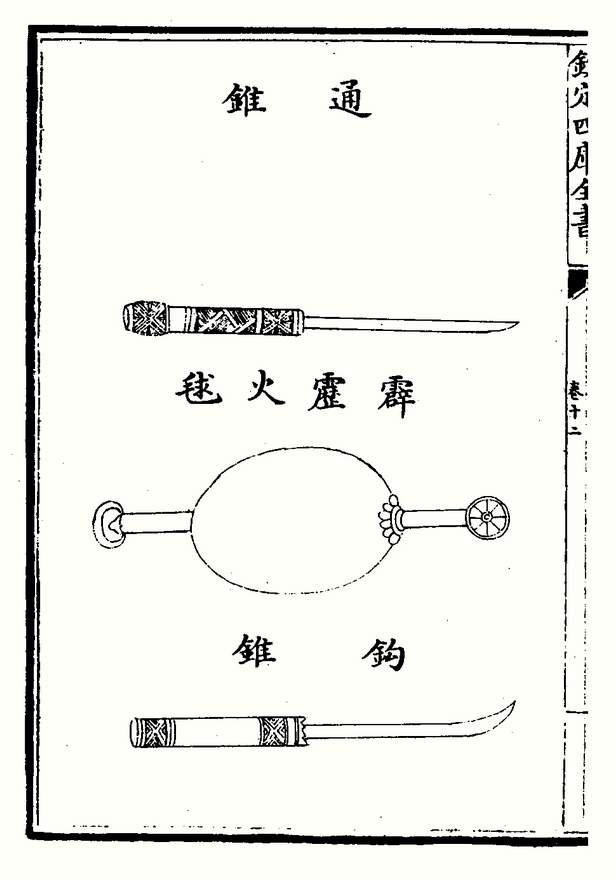
Bom phích lịch hỏa cầu ở Thái Thạch chứa hỗn hợp vôi và thuốc súng.

Bom mìn thô sơ thời kỳ đầu như hỏa pháo (火礮) dạng bom lửa và hỏa pháo (火砲) dùng cho máy phóng đối trọng, cũng đã được sử dụng với vai trò vũ khí gây cháy. Trong cuộc vây hãm Khai Phong lần thứ nhất, quân Tống từng thủ thành bằng hỏa pháo (火礮). Ở bên kia chiến tuyến, người Nữ Chân ném bom cháy từ tháp công thành của họ xuống các thành phố phía dưới. Năm 1127, hỏa pháo (火礮) được cả quân Tống lẫn quân Kim sử dụng trong trận vây hãm Đức An. Một viên quan triều đình tên là Lâm Chi Bình, đã đề xuất ý tưởng trang bị bắt buộc bom lửa và hỏa tiễn cho tất cả tàu chiến của thủy quân nhà Tống. Trong trận Thái Thạch năm 1161, tàu chiến của quân Tống đã bắn phích lịch hỏa cầu, còn gọi là phích lịch hỏa pháo, bằng máy phóng đối trọng, vào mục tiêu là các tàu chiến của quân Kim do Hoàn Nhan Lượng chỉ huy. Hỗn hợp trộn thuốc súng có chứa vôi bột trong mỗi quả bom, tạo ra một làn khói mờ mịt mỗi khi bom phát nổ. Trong trận Đường Đảo cùng năm, quân Tống tiếp tục cho triển khai các loại vũ khí cháy.
Năm 1206, quân Tống đóng ở Tương Dương từng kết hợp thuốc súng với các mũi tên. Loại vũ khí này có khả năng chỉ là một dạng vũ khí gây cháy đơn thuần, nhưng cũng có thể có chức năng giống như một tên lửa sơ khai. Khi vây hãm Kỳ Châu vào năm 1121, người Nữ Chân đã sử dụng cả cung tên truyền thống lẫn bom thuốc súng trên chiến trường. Thiết hỏa pháo của nhà Kim có phần vỏ được làm bằng gang, là loại bom vỏ cứng đầu tiên được biết đến. Nó có sức bộc phá đủ mạnh để xuyên qua lớp vỏ sắt. Quân Tống cũng sở hữu lượng lớn bom nổ, nhưng không có báo cáo nào về việc họ có vũ khí tương tự như thiết hỏa pháo của quân Kim. Theo tường thuật của một người từng tham gia trận vây hãm Kỳ Châu trong Tân Tỵ Khấp Kỳ Lục, kho vũ khí của quân Tống có tới 3.000 hỏa pháo (火礮); 7.000 hỏa tiễn gắn thuốc súng dành cho nỏ, 1 vạn dành cho cung tên; và 2 vạn bì đại pháo (có lẽ là túi da chứa đầy thuốc súng).